# Rhum
Pour l’article homonyme, voir Rhum (clown). Ne doit pas être confondu avec Rhume.
Pour les articles ayant des titres homophones, voir Rom, Rome (homonymie), Romme et Roms.

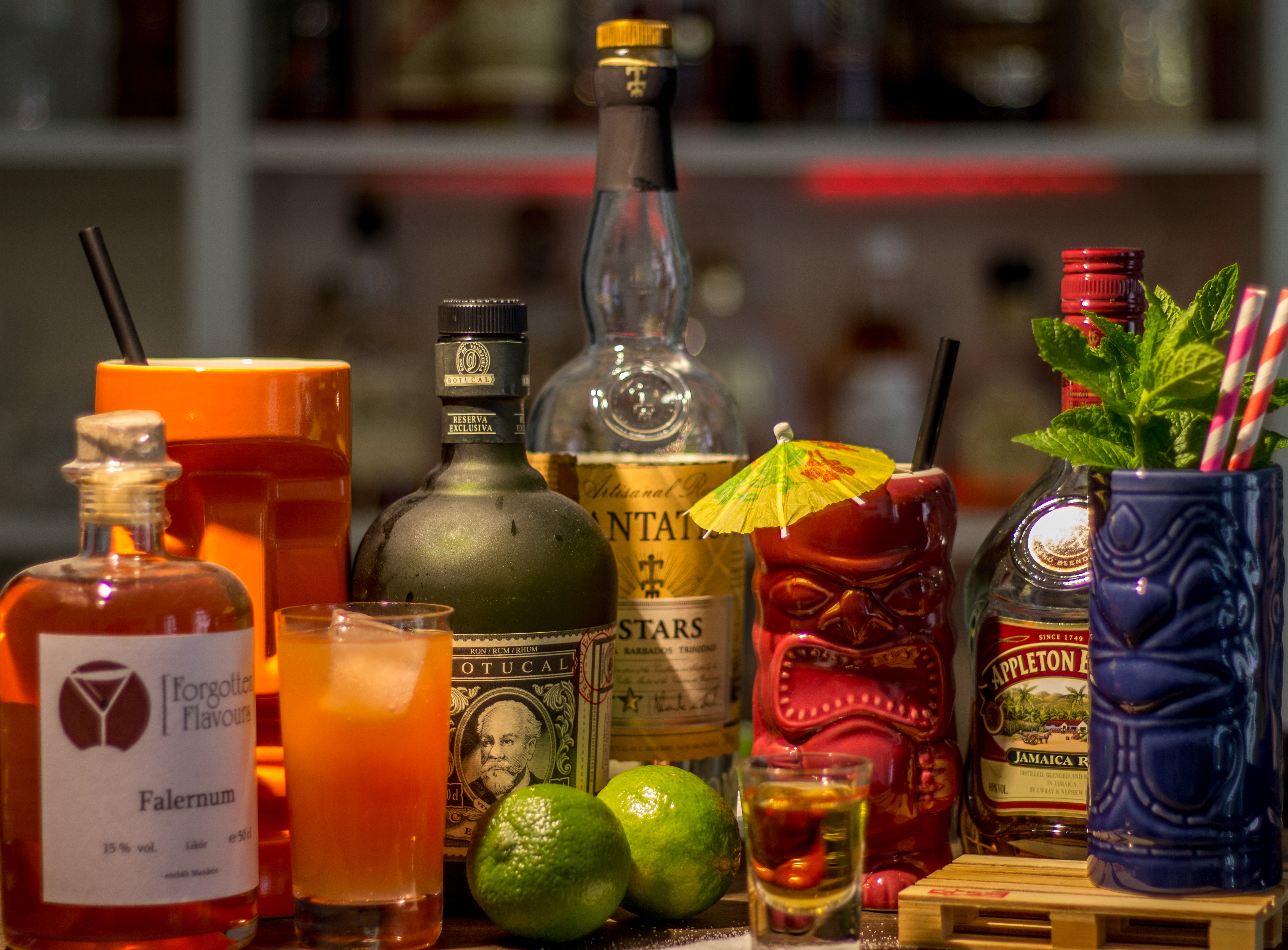
Rhums et cocktails

Le rhum (anglais : rum, espagnol : ron, portugais : rum) est une eau-de-vie originaire des Caraïbes, produite soit par distillation de sous-produits fermentés de l'industrie sucrière ou mélasse (rhum industriel également appelé rhum de sucrerie ou rhum traditionnel), soit par distillation de jus de canne à sucre fermenté (rhum agricole).

## Étymologie
Le mot est attesté en français sous la forme rum en 1687, emprunté à l'anglais rum, lui-même attesté en 1654, d'origine obscure. Il pourrait provenir d'une abréviation d'un mot du dialecte du Devon « rumbullion » ou « rumbustion », qui désigne une bagarre.

## Histoire

### Origines
Originaire de Papouasie-Nouvelle-Guinée, la canne à sucre a été répandue en Asie et en Europe par les Arabes au VIIIe siècle et introduite aux Amériques par les Espagnols en 1493 lors du second voyage de Christophe Colomb, à l'occasion de la première installation européenne en Amérique sur l'île d'Hispaniola. Les colons européens commencent alors à fermenter puis distiller la canne à sucre pour obtenir un alcool local moins cher que celui importé d'Europe.
Plusieurs alcools préfigurent le rhum :
- Dès le XVIe siècle, au Brésil colonial, les Portuguais fermentent et distillent du jus de canne pour obtenir de la cachaça[4],[5] ;
- Dans les Antilles britanniques, les premiers alcools distillés à partir de canne à sucre sont appelés rumbullion ou kill-devil[4] ;
- Dans les Antilles françaises, cet alcool est appelé tafia, ou guildive (qui pourrait être issu, ou avoir donné, le kill-devil anglais)[4][5][6]. En 1639, le gouverneur de Martinique accorde le monopole de production de tafia à M. Fague[7]. Les premières descriptions du processus de distillation de la canne sont celles du père Du Tertre, un religieux qui voyage plusieurs fois aux Antilles entre 1640 et 1657[8]. Dans son ouvrage Histoire générale des Antilles, publié en 1667, il indique que le tafia est fabriqué à partir des écumes et fonds de cuves résiduels après cristallisation du sucre de canne[9];
- Sur l'île de La Réunion, du fangourin ou vin de canne est produit à la fin du XVIIe siècle[10]. En 1704, on trouve sur l'île un alambic servant à fabriquer de l'arack, un alcool de canne fermenté puis distillé[4],[10].

### Les débuts du rhum dans les Caraïbes

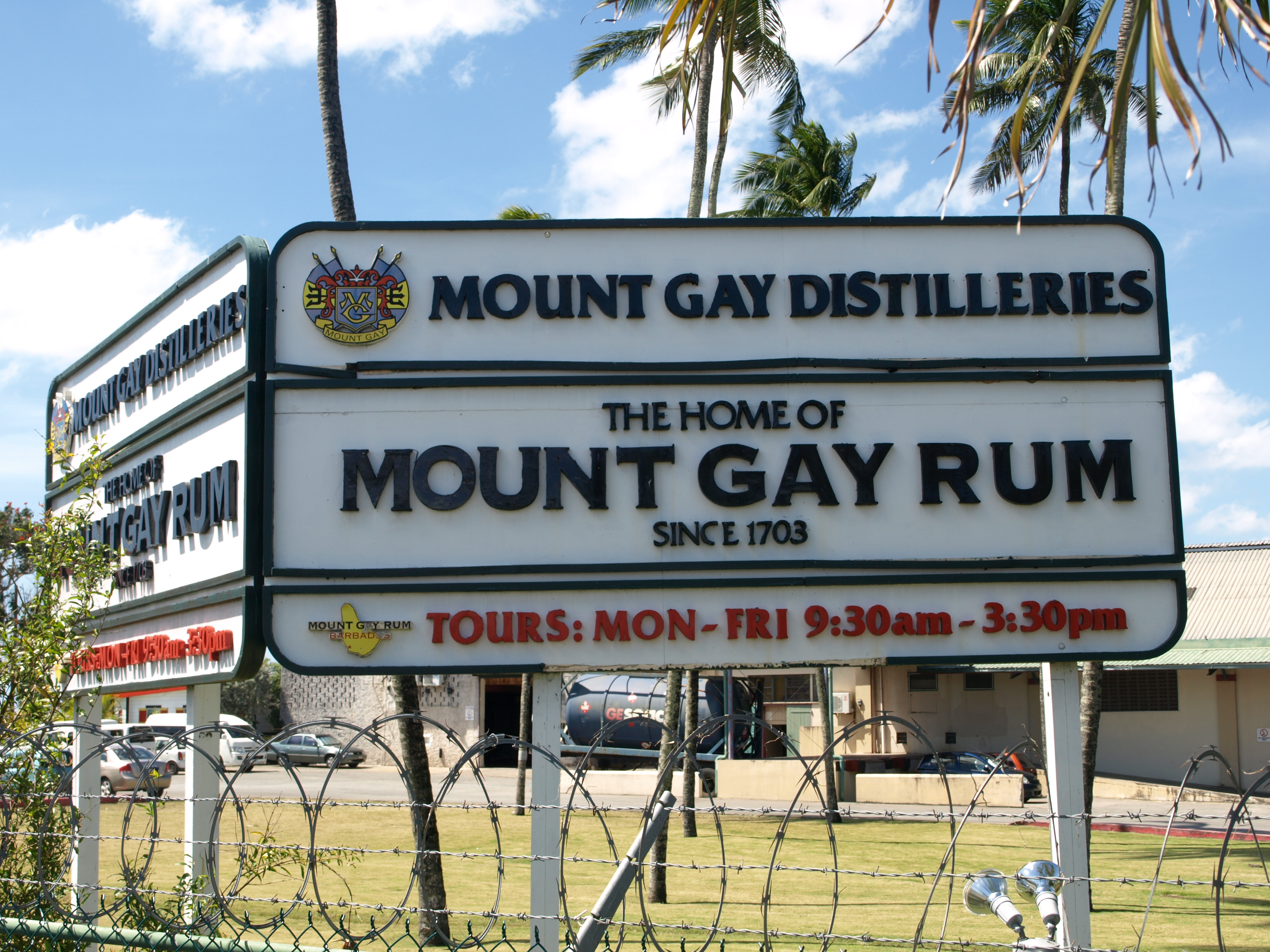
Entrée de l'espace d'exposition de la distillerie Mount Gay, à la Barbade.

La première mention écrite de l'existence du rhum provient de la Three Houses Plantation, sur l'île anglophone de la Barbade, en 1650. Les Britanniques ont colonisé l'île en 1627 et y ont d'abord exploité le tabac pour ensuite produire, en 1630, de la canne à sucre. La plus vieille distillerie du monde encore en activité, Mount Gay Distillery, se trouve également sur l'île : le plus ancien titre de propriété enregistré date de 1703.
Les Hollandais jouent un grand rôle dans le développement de la distillation des eaux-de-vie de canne à sucre : ils en favorisent le commerce et l'exportation en Europe grâce à la Compagnie néerlandaise des Indes occidentales. Lorsqu'ils perdent leurs territoires brésiliens, il partent dans les territoires des autres puissances coloniales avec leurs connaissances en distillation et de leur capacité logistique d'exportation vers l'Europe.
Dans les îles sous domination française, le processus de distillation est notamment perfectionné par le père Jean-Baptiste Labat, un missionnaire dominicain français aux Antilles, qui décrit ses travaux dans son livre Nouveau voyage aux îles de l'Amérique publié en 1722,. Il fait notamment importer des alambics charentais en cuivre et développe la méthode de la distillation à repasse, qui consiste à distiller deux fois l'eau-de-vie pour en extraire les arômes.

### Le rhum dans le commerce triangulaire

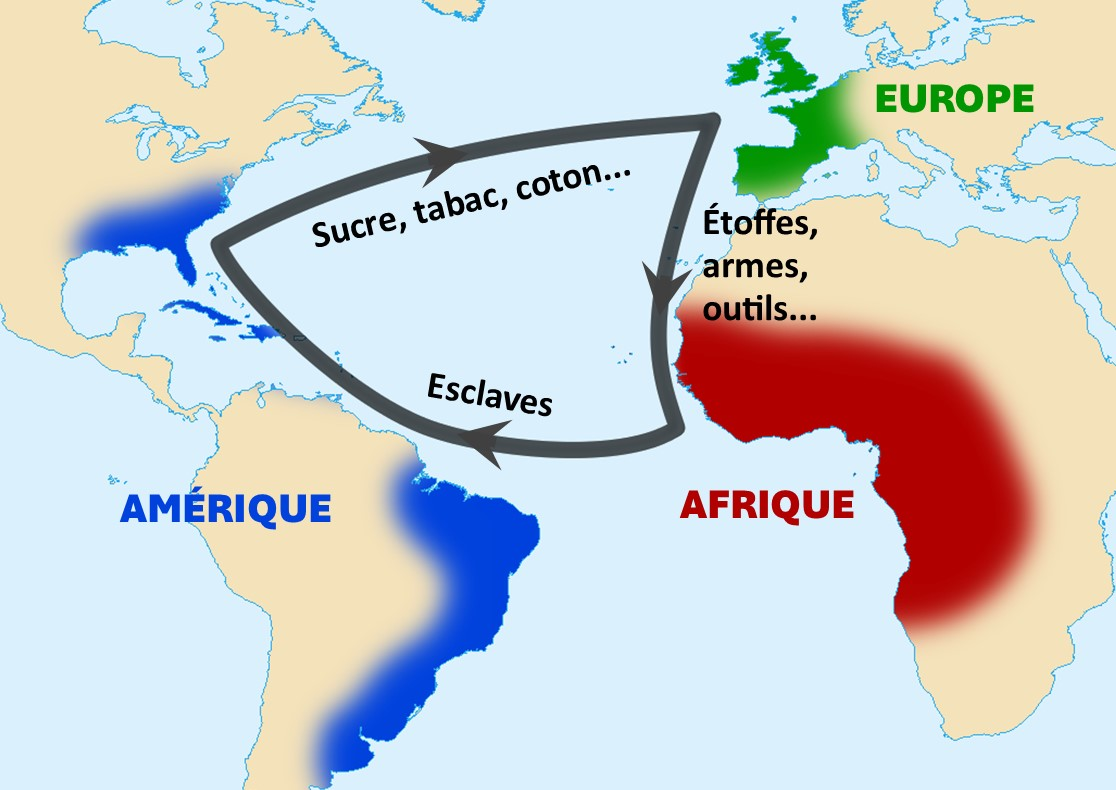
Représentation du commerce triangulaire.

L'industrie sucrière nécessite beaucoup de main-d’œuvre et se retrouve donc au cœur du trafic d'esclaves sur l'océan Atlantique entre le XVIe siècle et le XIXe siècle. Ce sont les Portugais qui sont les premiers à échanger la cachaça produite au Brésil colonial contre des esclaves africains, bientôt imités par les Anglais qui utilisent le rhum de Jamaïque et de Barbade comme monnaie d'échange dans la traite des esclaves. Bien que le rhum ne génère qu'une petite partie du profit des habitations sucrières, il joue donc un rôle important dans le développement de la traite transatlantique. Certains rhums caribéens ne sont d'ailleurs à cette époque produits que dans ce but. Au total, douze à quinze millions d'esclaves africains ont été emmenés en Amérique, principalement pour travailler dans les plantations de sucre.
Les premiers rhums, de mauvaise qualité, sont principalement bus par les esclaves dans les plantations sucrières des Caraïbes, les propriétaires fortunés préférant importer des liqueurs européennes de meilleure qualité.

### Le rhum et la mer

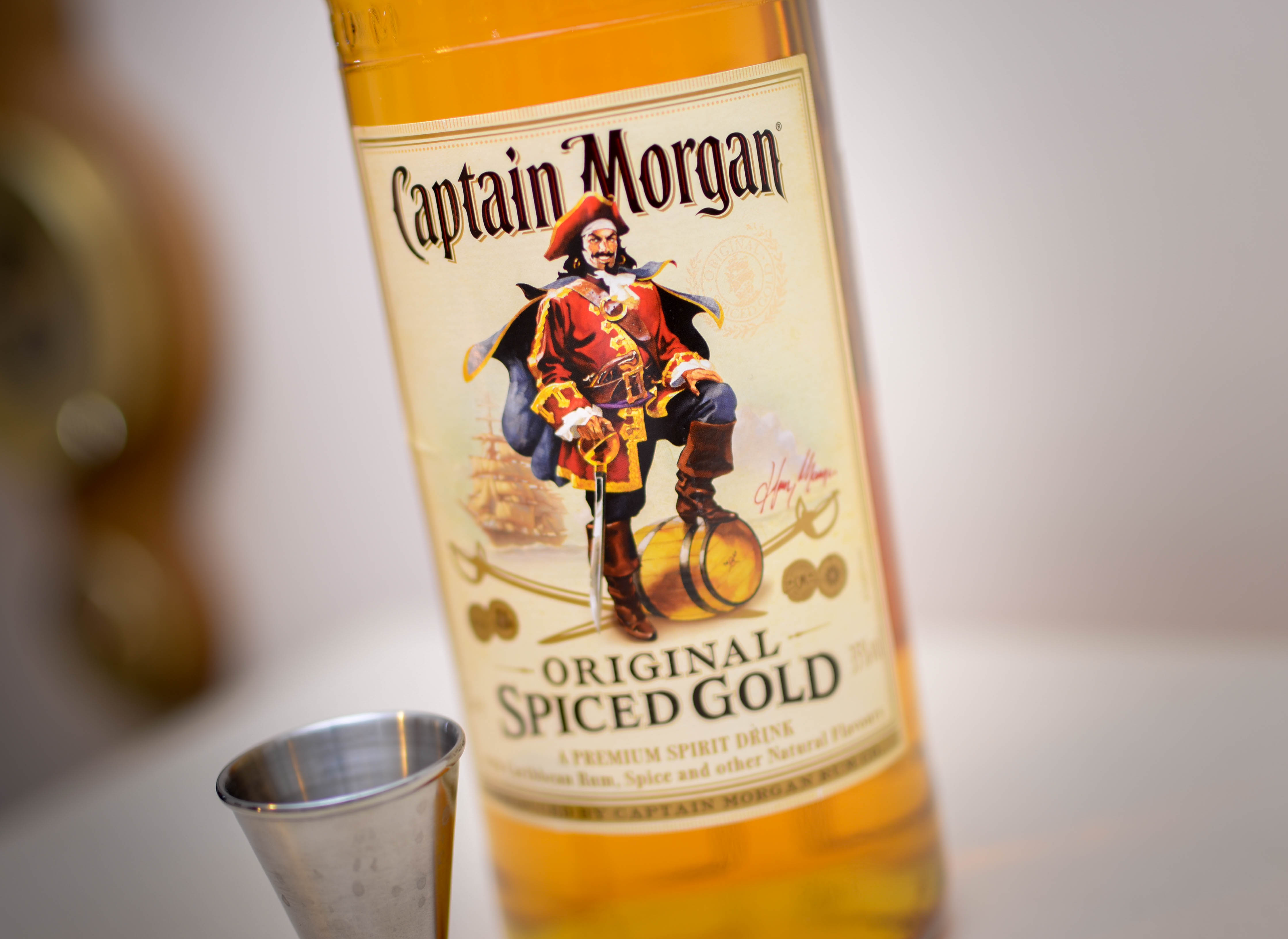
Le rhum Captain Morgan utilise l'image du pirate Henry Morgan sur ses bouteilles

#### Le rhum et les pirates
Le rhum est très fortement associé à la piraterie dans la culture populaire. Dans les faits, le pillage et la consommation du rhum n'était que la seconde motivation des flibustiers caribéens, la première étant la capture des navires espagnols ou portugais chargés d'or en provenance d'Amérique du Sud. Le rhum joue cependant un rôle dans la constitution des équipages pirates : les marins trop saouls pour rejoindre leur navire sont considérés comme déserteurs et deviennent une cible de choix pour les recruteurs pirates,. Certains pirates réinvestissent également l'argent de leur butin dans des plantations sucrières, dans une forme de blanchiment d'argent,. Toutefois, le rhum n'est pas toujours bénéfique aux pirates : ainsi, Jack Rackham et son équipage sont capturés après avoir trop bu à la suite de la capture d'un navire chargé de rhum,!

#### Navy rum

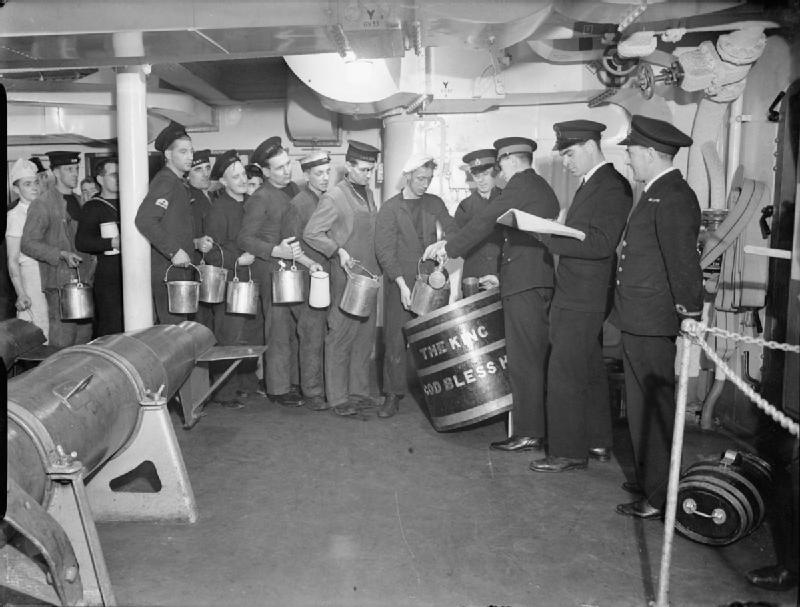
Distribution de rhum à bord d'un navire de guerre britannique en 1940

En mer, le rhum n'est toutefois pas l'apanage des pirates. En effet, la conservation des liquides est un problème pour les différentes marines jusqu'au XIXe siècle car l'eau douce embarquée à bord croupit au bout de quelques semaines avec le risque de provoquer des dysenteries dans l'équipage. Les marines européennes décident alors d'embarquer des boissons alcoolisées qui se conservent mieux et qui plaisent davantage à l'équipage des navires. La Royal Navy anglaise fournit ainsi de la bière à ses marins à partir du XVe siècle ; les marines françaises, espagnoles et portugaises se tournent quant à elles vers le vin. Toutefois, ces alcools fermentés peuvent également tourner ou devenir aigre assez rapidement dans les climats chauds et humides du Nouveau Monde : les eaux-de-vie distillées sont alors privilégiées par les états-majors car elles se conservent longtemps et sont moins chères que le vin. Les marins de la Royal Navy bénéficient d'une ration quotidienne d'une pinte de rhum (soit 57 cl), appelée rum ration ou tot à partir de la conquête de la Jamaïque par les britanniques en 1655. Cette ration est progressivement réduite jusqu'à n'être plus que de deux onces (6 cl) à la fin des années 1960. Le 31 juillet 1970, jour baptisé Black Tot Day par les marins britanniques qui portent pour l'occasion un brassard noir, cette tradition de la marine britannique est abolie .

### Amérique coloniale

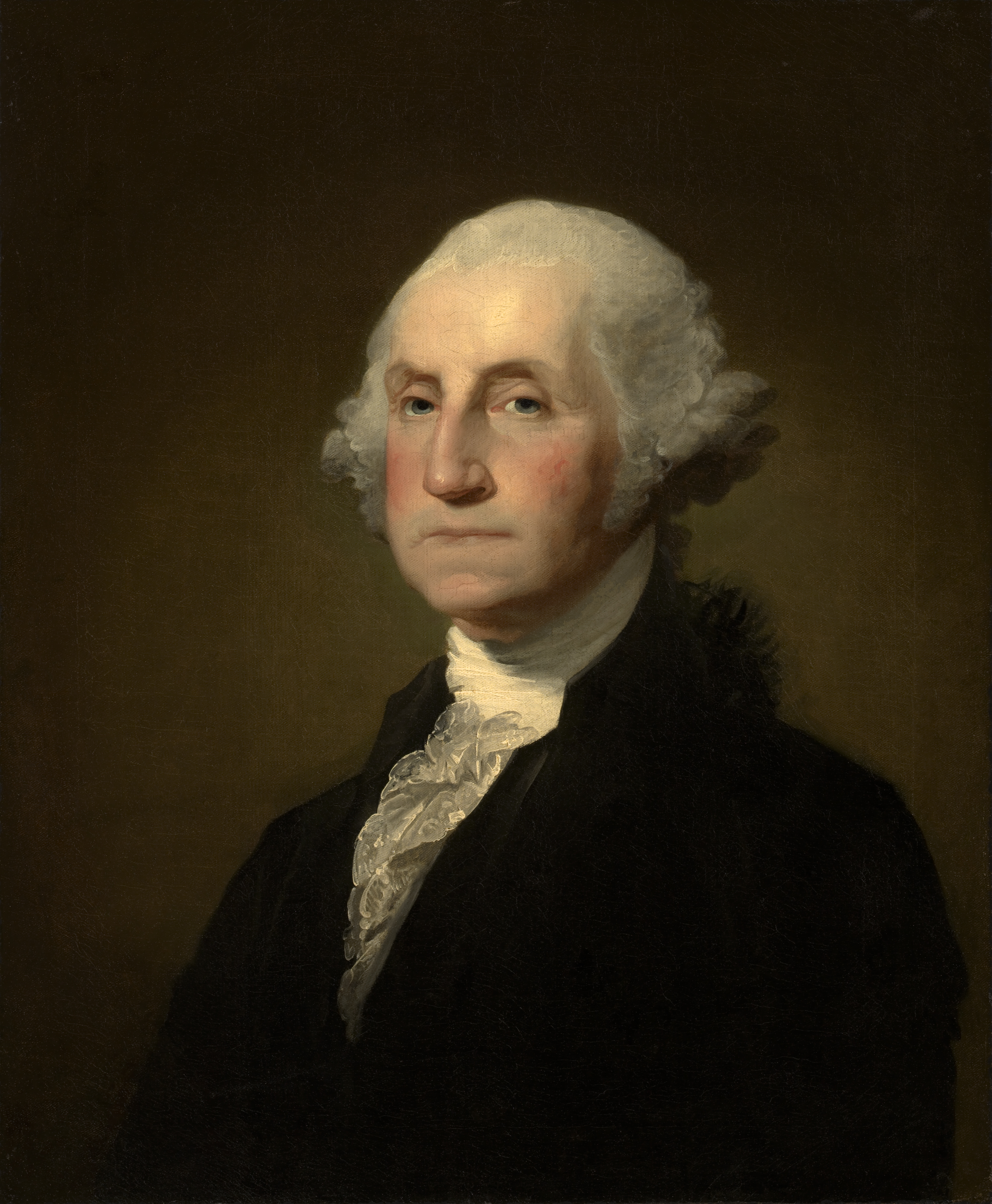
En 1758, George Washington distribue du rhum aux électeurs afin de faciliter son élection à la Chambre des Bourgeois de Virginie'

Le rhum devient un alcool particulièrement populaire en Amérique du Nord. Les puissances coloniales anglaises et françaises l'utilisent comme monnaie d'échange avec les peuples autochtones du Canada et des Etats-Unis. Les Treize Colonies sont ensuite le principal marché de consommation de rhum au XVIIIe siècle : les territoires américains importent alors du rhum des Caraïbes, mais également de la mélasse qui est ensuite distillée directement sur le sol américain. Ainsi, aux alentours de 1750, Boston compte 25 distilleries de rhum.
La colonie française de Saint-Domingue devient alors le principal fournisseur de mélasse des Treize colonies. Afin de protéger les exportations de ses colonies de Jamaïque et de la Barbade, le Royaume-Uni promulgue en 1733 le Sugar and Molasses Act qui taxe les importations de sucre et de mélasses étrangères. Mais la hausse de la fiscalité sur les produits issus du sucre ne s'arrête pas là : afin de financer l'armée anglaise à la suite de la guerre de Sept Ans, la couronne britannique impose de nouvelles taxes aux habitants des colonies américaines. L'une d'entre elles, le Sugar Act, interdit en 1764 l'importation de rhum sur le territoire américain, ce qui donne lieu à une hausse du trafic. La consommation de rhum devient alors un acte de résistance contre la puissance coloniale anglaise. En octobre 1771, lors de la Portsmouth Molasses Party, une foule monte à bord du navire Resolution dans le port de Portsmouth afin de protéger la centaine de barriques de mélasse de contrebande qui se trouve à bord. Cet événement préfigure de deux ans la Boston Tea Party.
Toutefois, après l'indépendance, le bourbon remplace le rhum en tant qu'eau-de-vie nationale des États-Unis. La consommation de rhum diminue alors sur le territoire américain.

### Le développement du rhum dans les Caraïbes
Au cours du XVIIe siècle et du XVIIIe siècle, la production de rhum se développe de manière différentes dans les îles caribéennes.

#### Les îles sous domination anglaise

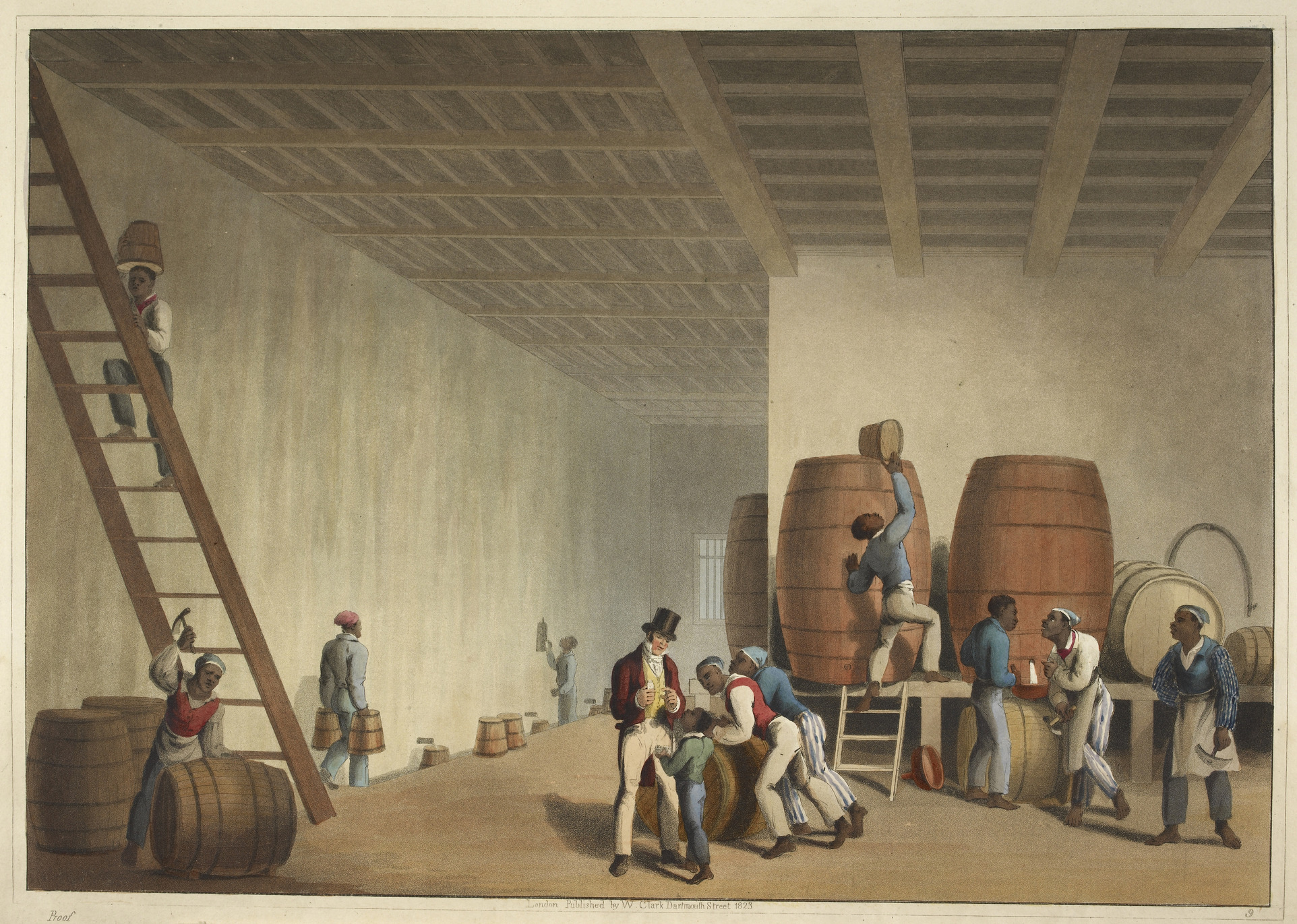
Ilustration d'esclaves produisant du rhum dans une distillerie d'Antigua en 1823.

Au XVIIIe siècle, les rhums en provenance des Antilles britanniques sont les plus réputés. Les rhums fabriqués à la Barbade et en Jamaïque sont particulièrement prisés. Le succès des rhums jamaïquains se base sur deux facteurs : l'utilisation d'alambics à repasse, permettant d'effectuer une double distillation ; et l'utilisation de dunders en fermentation, des vinasses acides qui stimulent les levures. Ces deux innovations permettent d'obtenir des rhums particulièrement aromatiques.

#### Les îles sous domination française
Le développement du rhum dans les Antilles françaises est entravé par la mise en place de politiques protectionnistes de la métropole afin de protéger le commerce des eaux-de-vie de vin, principalement le cognac,. En 1675, le pacte colonial interdit aux colonies françaises de commercer avec d'autres territoires que la France métropolitaine. Ce premier texte est complété en 1713 par un édit royal interdisant la vente des eaux-de-vie de canne à sucre en France. Le rhum des îles françaises est donc principalement consommé sur place, ou exporté dans les colonies espagnoles ou en Amérique du Nord sous forme de contrebande. Toutefois, le développement des distilleries de rhum est ralenti, car il est plus simple pour les producteurs de sucre d'exporter directement la mélasse faute de débouchés officiels pour le rhum. Il faut attendre les années 1760 pour que les colonies françaises obtiennent le droit d'exporter leurs rhums, qui restent interdits en France jusqu'en 1803.

#### Dans les autres territoires
Le développement du rhum est également freiné dans les colonies espagnoles . En effet, d'autres boissons spiritueuses lui font concurrence en Amérique centrale (le pulque, fabriqué à partir d'agave, ou la chicha, à base de maïs). De plus, les Espagnols s'intéressent plus à l'exploitation des ressources minières de leurs colonies qu'au développement de leurs capacités agricoles. Enfin, tout comme la France, l'Espagne met en place une interdiction de vente des spiritueux de canne à sucre afin de protéger ses producteurs métropolitains de vins et de spiritueux. Cette interdiction est levée par une ordonnance royale en 1796.
L'île de Sainte-Croix, sous contrôle danois, compte jusqu'à 264 moulins à sucre en 1795. Les rhums fabriqués sur l'îles sont alors principalement exportés dans les Treize Colonies.

### AuXIXesiècle, mécanisation et concurrence accrue
La révolution industrielle profite au développement de l'industrie du rhum. En effet, plusieurs innovations techniques vont permettre d'augmenter la quantité et la qualité des rhums distillés. Ainsi, l'utilisation de chaudières à vapeur permet d'augmenter la taille des moulins utilisés dans les sucreries, et donc la quantité de canne pouvant être broyée. De plus, le début du XIXe siècle voit l'apparition des premières colonnes à distiller, qui permettent de produire du rhum en continu et en plus grandes quantités que les alambics utilisés jusque-là. En 1830, l'Irlandais Aeneas Coffey invente notamment l'alambic à colonne qui porte son nom, particulièrement efficace pour produire en grande quantité un rhum de qualité, et qui est dès lors adopté dans de nombreuses distilleries.

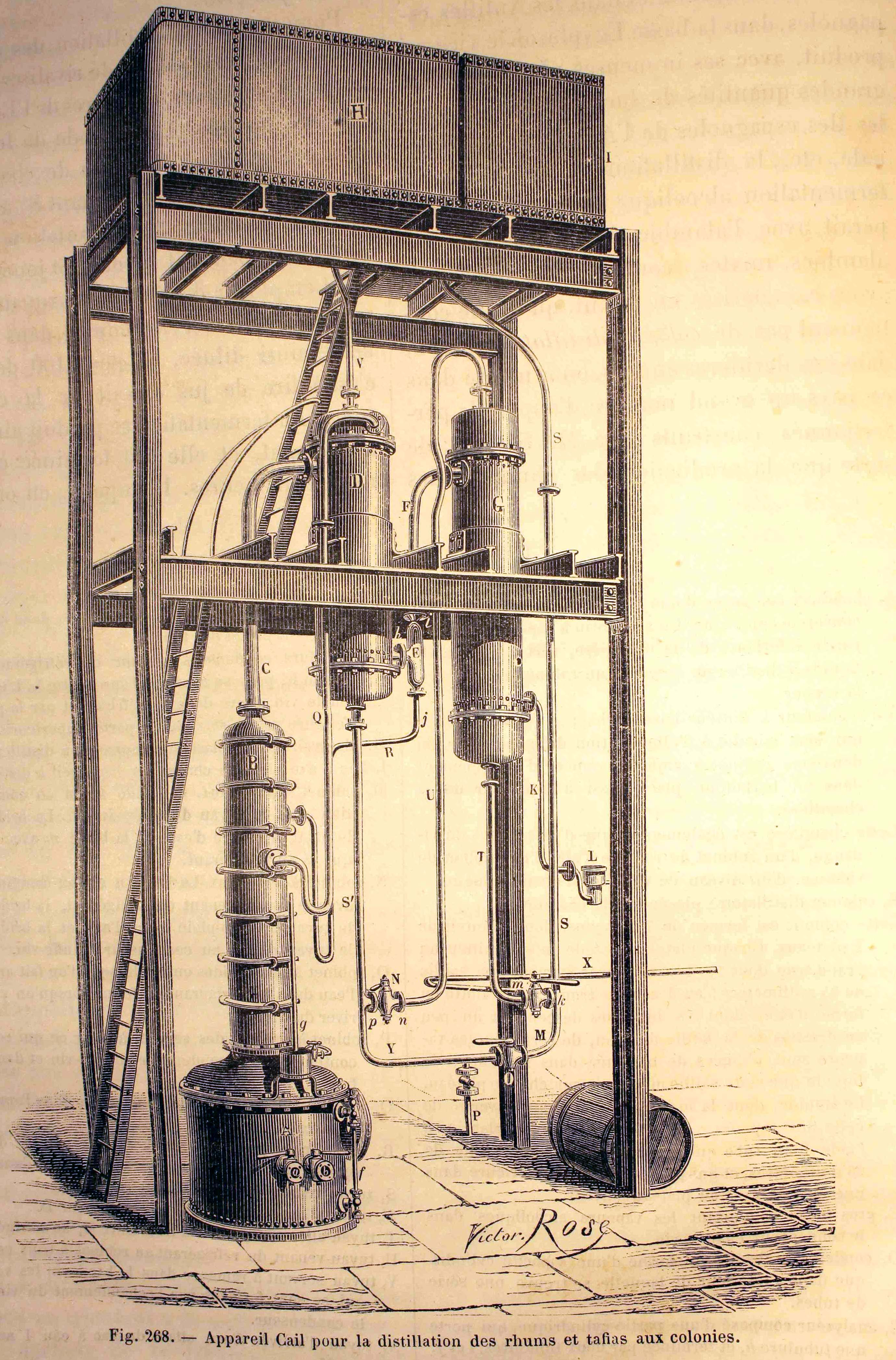
Appareil de distillation au XIXe siècle
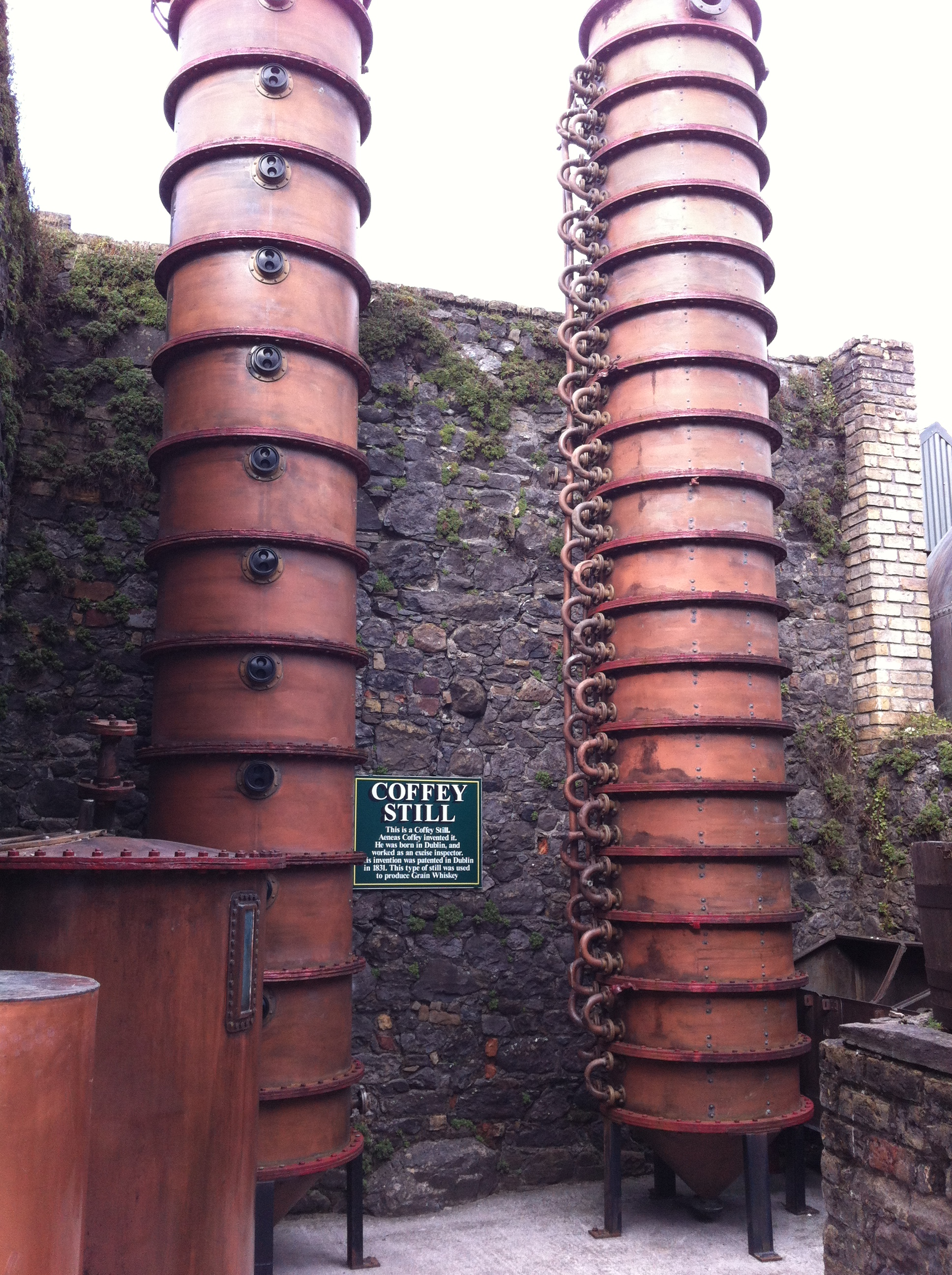
Colonne à distiller de type Coffey, similaire à celles employées dans certaines distilleries de rhum

En parallèle de ces évolutions techniques, l'écosystème économique du rhum évolue également. L'abolition progressive de l'esclavage par les puissances coloniales fait grimper les coûts de production du sucre et oblige les producteurs à réorganiser leurs domaines. De plus, sous l'impulsion de Napoléon Ier, l'Europe se met à produire du sucre de betterave qui remplace peu à peu le sucre de canne. Ces évolutions amènent à la fermeture de nombreuses sucreries et à la baisse du cours du sucre de canne, ce qui pousse les producteurs de sucre à valoriser de plus en plus le rhum.

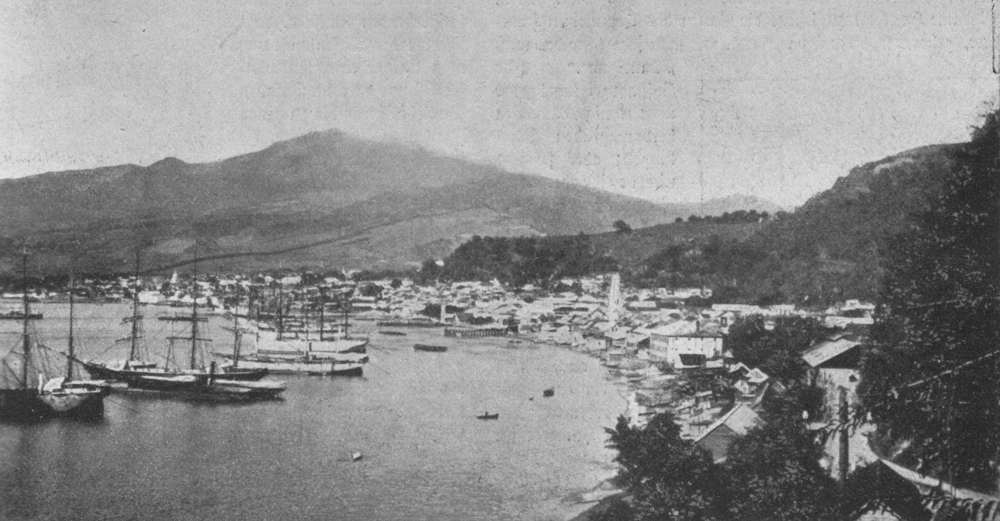
Vue de Saint-Pierre et de la montagne Pelée avant l'éruption de 1902

Cette crise du sucre pénalise particulièrement les colonies anglaises. A l'inverse, les îles françaises vont bénéficier d'une conjoncture favorable : levée de l'interdiction de l'importation de rhum en métropole, hausse de la consommation d'alcool en France, suppression des taxes sur le rhum pour alimenter les soldats sur le front de la guerre de Crimée, et crises sanitaires dans les vignobles hexagonaux,. Ainsi, la Martinique devient à la fin du XIXe siècle le premier producteur mondial de rhum. La ville de Saint-Pierre, dans le nord de l'île, compte une vingtaine de distilleries de rhum industriel et s'impose comme la capitale mondiale du rhum. L'éruption de la montagne Pelée en 1902 va cependant complètement raser la ville et ses distilleries. Privés de ce débouché pour leur canne à sucre, les producteurs martiniquais vont alors broyer les cannes dans leur exploitation afin de produire du rhum avec le jus de canne frais : c'est l'émergence du rhum agricole en Martinique.
C'est également au XIXe siècle que de nouveaux territoires apparaissent sur la carte mondiale des producteurs de rhum. Cuba, devenu le principal producteur mondial de sucre depuis l'indépendance d'Haïti en 1804, voit la qualité et le prestige de son rhum décoller grâce aux nouvelles méthodes de production développées par Facundo Bacardí. Les rhums du Guyana (appelés Demerara, du nom de la rivière qui traverse le pays) sont prisés par les assembleurs qui les préfèrent désormais aux rhums jamaïcains. Dans l'océan Indien, la Réunion, l'île Maurice et Madagascar commencent à exporter leur rhum en Europe via le port de Marseille. L'Inde commence également à produire du rhum mais principalement pour son marché local. Enfin, la production aux Philippines, longtemps freinée par les Espagnols, se développe à partir de 1823 quand les distilleries sont autorisées dans l'archipel.

### Le rhum auXXesiècle

#### En France, un développement en deux étapes
Le rhum est très populaire en France au début du XXe siècle. En effet, pendant la Première Guerre mondiale, les poilus reçoivent une ration quotidienne de rhum tandis que l'eau-de-vie est également utilisée pour préparer des produits pharmaceutiques et des explosifs. Après la guerre, le rhum est utilisé pour lutter contre l'épidémie de grippe espagnole, notamment sous forme de grog. Une fois l'épidémie endiguée, la consommation de rhum baisse alors que la production reste élevée : les prix s'effondrent et certains producteurs se retrouvent en difficulté. De plus, en 1922, le contingentement est mis en place : le rhum en provenance de la France d'outre-mer est taxé fortement, à l'exception d'un volume défini à l'avance réparti entre les différents producteurs (le contingent). Initialement fixé à 160 000 hectolitres d'alcool pur (HAP), le contingent est progressivement relevé pour atteindre plus de 200 000 HAP en 1934. La hausse des prix induite par le contingentement fait néanmoins baisser la popularité du rhum par rapport aux spiritueux métropolitains.
La baisse de la consommation du rhum en France implique une consolidation des moyens de production dans les département et région d'outre-mer. Ainsi, le nombre de distilleries guadeloupéennes associées à des sucreries passe de 55 en 1939 à 9 dans les années 1970, puis à 2 en 2016. Toutefois, cette concentration s'accompagne d'une augmentation de la qualité des rhums, matérialisée par l'obtention de l'AOC rhum agricole de Martinique en 1996.

#### La prohibition aux Etats-Unis

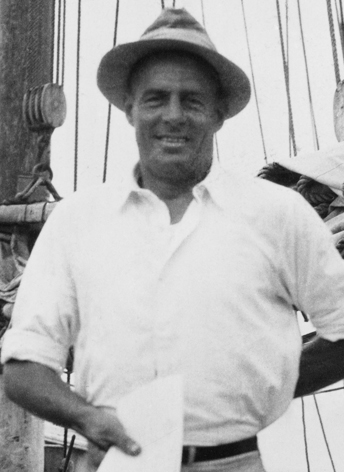
William "Bill" McCoy est l'un des principaux rumrunners basés à Saint-Pierre-et-Miquelon lors de la prohibition. Il est alors réputé pour la qualité de ses alcools de contrebande'.

La popularité du rhum aux États-Unis est en baisse depuis le XIXe siècle, notamment à cause de la concurrence des alcools de grain comme le whisky. Paradoxalement, la prohibition mise en place sur le territoire américain entre 1919 et 1933 relance le succès du rhum auprès du public américain. En effet, les faibles quantités et la mauvaise qualité de l'alcool produit clandestinement aux États-Unis poussent les trafiquants à importer des spiritueux de l'étranger, particulièrement des rhums du Guyana.

##### Lesbootleggerset le boulevard du rhum
Les contrebandiers qui importent le rhum par voie maritime sont surnommés bootleggers ou rumrunners. Ils positionnent des grands navires chargés d'alcool à la limite des eaux territoriales américaines (les mother ships) et rallient la côte à bord de vedettes rapides (les mosquito boats) afin d'échapper aux garde-côtes américains. La flotte des mother ships se déplace en fonction de la météo et des zones surveillées par les forces de l'ordre. La côté américaine s'étendant de la Floride à la frontière canadienne est ainsi surnommée le Rum Row (boulevard du rhum) durant la prohibition. Porto Rico, les Bahamas et l'archipel français de Saint-Pierre-et-Miquelon profitent de leur situation géographique à proximité des côtes américaines pour devenir les bases arrières de ce trafic de spiritueux,.

##### Cuba profite de l'afflux d'Américains
Puisque l'importation d'alcool aux États-Unis est risquée, de nombreux Américains partent à l'étranger pour consommer de l'alcool. Cuba, qui bénéficie au début du XXe siècle de gros investissements américains, est leur destination privilégiée : entre 1916 et 1928, le nombre de touristes américains à Cuba passe de 40 000 à 90 000. Certaines célébrités américaines, comme l'écrivain Ernest Hemingway, s'installent même définitivement sur l'île. Le rhum le plus consommé dans les bars cubains, principalement sous forme de cocktail, est le ron léger Bacardí : la marque vend ainsi plus de 500 000 litres de rhum à partir de 1924.

#### Les évolutions du rhum depuis la Seconde guerre mondiale
La deuxième moitié du XXe siècle voit le rhum marquer le pas par rapport aux autres spiritueux, notamment le whisky. A Cuba, la révolution cubaine force Bacardí à se replier sur sa distillerie de Porto Rico lorsque celles de Cuba sont nationalisées par le gouvernement de Fidel Castro. L'embargo des États-Unis contre Cuba freine à son tour le développement des rhums distillés sur l'île, qui se tournent alors vers l'URSS et le bloc de l'Est. Dans le reste des Caraïbes, l'indépendance des anciennes colonies anglaises au cours des années 1960 les pousse également à se concentrer sur leur marché local.

La toute fin du XXe siècle et le début du XXIe siècle voient cependant une inversion de la tendance. A la suite de la chute du mur de Berlin, qui impacte grandement les exportations de rhum cubain, le groupe français Pernod Ricard crée en 1993 une coentreprise avec le gouvernement cubain pour développer la marque Havana Club à l'international. Le succès des cocktails à base de rhums légers, comme le mojito, rend à nouveau le rhum populaire dans les bars. Les rhums haut de gamme se développent également, grâce à la mise en place de cuvées spéciales, qui misent sur la matière première (canne à sucre monovariétale, utilisation de cannes d'une seule parcelle, …) ou le processus de fabrication (rhums millésimés, vieillissement en fûts spéciaux, …). Enfin, la mondialisation du rhum atteint son apogée : l'Inde est toujours un important producteur porté par son marché domestique et les Philippines deviennent un acteur majeur du marché mondial du rhum grâce aux marques Tanduay et Don Papa.

## Classification

### Définitions légales
Le rhum est produit selon des méthodes différentes partout dans le monde, ce qui fait qu'il n'existe pas de définition unique du rhum au-delà du fait qu'il s'agit d'une eau-de-vie à base de canne à sucre. Certains pays ou certaines régions ont toutefois légiféré sur le sujet afin de contrôler les produits qui revendiquent l'appellation « rhum ». C'est notamment le cas de l'Union européenne, de la Communauté caribéenne et des États-Unis.
| Marché                | Matière première | Titre alcoolimétrique maximal en sortie de distillation | Aromatisation & édulcoration                                     | Titre alcoolimétrique minimal à l'embouteillage |
| --------------------- | --- | ------------------------------------------------------- | ---------------------------------------------------------------- | ----------------------------------------------- |
| Union européenne      | Mélasses issues de la canne à sucre, sirop/miel de canne à sucre, jus de canne à sucre frais                         | 96% vol.                                                | Aromatisation interdite Au maximum 20 grammes de sucre par litre | 37.5% vol.                                      |
| Communauté caribéenne | Mélasses issues de la canne à sucre, sirop/miel de canne à sucre, jus de canne à sucre frais, sucre de canne à sucre | 96% vol.                                                | Aromatisation interdite Pas de contrainte sur l'édulcoration     | 40% vol.                                        |
| États-Unis            | Mélasses issues de la canne à sucre, sirop/miel de canne à sucre, jus de canne à sucre frais, sucre de canne à sucre | 95% vol.                                                | Au maximum 2.5% d'ajouts (colorants, arômes, édulcorants)        | 40% vol.                                        |

#### Union européenne
La définition du rhum est donnée dans l'Union européenne par le règlement (UE) 2019/787 du Parlement européen et du Conseil du 17 avril 2019. Ce texte donne un cadre pour la définition du rhum, qui peut être amendé de règles plus contraignantes dans certains États membres ou certaines régions (c'est par exemple le cas de l'AOC rhum agricole de Martinique),.
Le règlement 2019/787 précise que le rhum est une boisson spiritueuse produite exclusivement par la distillation du produit obtenu par la fermentation alcoolique des mélasses ou des sirops produits lors de la fabrication du sucre de canne ou la fermentation alcoolique du jus de la canne à sucre lui-même, distillée à moins de 96 % vol., de telle sorte que le distillat présente, d'une manière perceptible, les caractéristiques organoleptiques spécifiques du rhum. Par ailleurs, le rhum doit être embouteillé avec un titre alcoométrique volumique minimal de 37,5 %, sans aromatisation (l'adjonction de caramel est possible mais uniquement pour adapter la couleur du produit). Le rhum peut être édulcoré pour compléter le goût final. Toutefois, le produit final ne peut contenir plus de 20 grammes par litre de produits édulcorants, exprimés en sucre inverti.
En complément pour les indications géographiques enregistrées au titre du règlement européen, une des deux mentions spécifiques ci-après peut être ajoutée sur la bouteille si le rhum suit les règles suivantes,.
- « rhum traditionnel » (ou « tradicional » pour le rhum produit à Madère) : il doit être distillé à moins de 90% vol. après fermentation alcoolique de « produits alcooligènes exclusivement originaires du lieu de production considéré » et ne pas être édulcoré[61],[63].

- « rhum agricole » : en complément des règles spécifiées pour le rhum traditionnel, le rhum agricole doit être produit exclusivement par distillation, après fermentation alcoolique, du jus de la canne à sucre. Le terme « agricole » ne peut être utilisé que pour les indications géographiques d'un département français d'outre-mer ou de la région autonome de Madère[61].

#### Communauté caribéenne
Depuis 2008, le Caricom Regional Standard for Rum donne le cadre normatif pour les rhums vendus et produits au sein de la Communauté caribéenne. Ce standard se distingue de la définition européenne car il autorise également le sucre de canne comme matière première pour la fermentation alcoolique et la distillation. Comme dans le standard européen, le rhum doit être distillé à moins de 96 % vol et présenter les caractéristiques organoleptiques spécifiques du rhum. Le rhum ne peut pas être aromatisé : si c'est le cas, il rentre dans une autre catégorie, les flavoured rums. Enfin, le degré d'alcool minimal à l'embouteillage est de 40% vol.

#### États-Unis
La législation pour définir le rhum aux États-Unis est plus légère que dans l'Union Européenne ou la Communauté caribéenne En effet, la norme précise simplement que le rhum doit être fabriqué à partir de canne à sucre (mélasse, jus fermenté mais également sirop de canne ou autres sous-produits), qu'il doit être distillé à moins de 95% vol. et qu'il doit posséder "le goût, l'arôme et les caractéristiques généralement attribuées au rhum". Toutefois, cette règle n'est que partiellement appliquée et on trouve ainsi dans le commerce aux États-Unis des distillats de sorgho ou de sucre de betterave vendus en tant que « rhum »,.

### Définition par type de matière première
Trois principales catégories de rhum se distinguent selon la matière première utilisée pour leur production : la mélasse, le jus de canne et le sirop de canne.

#### Rhums de mélasse

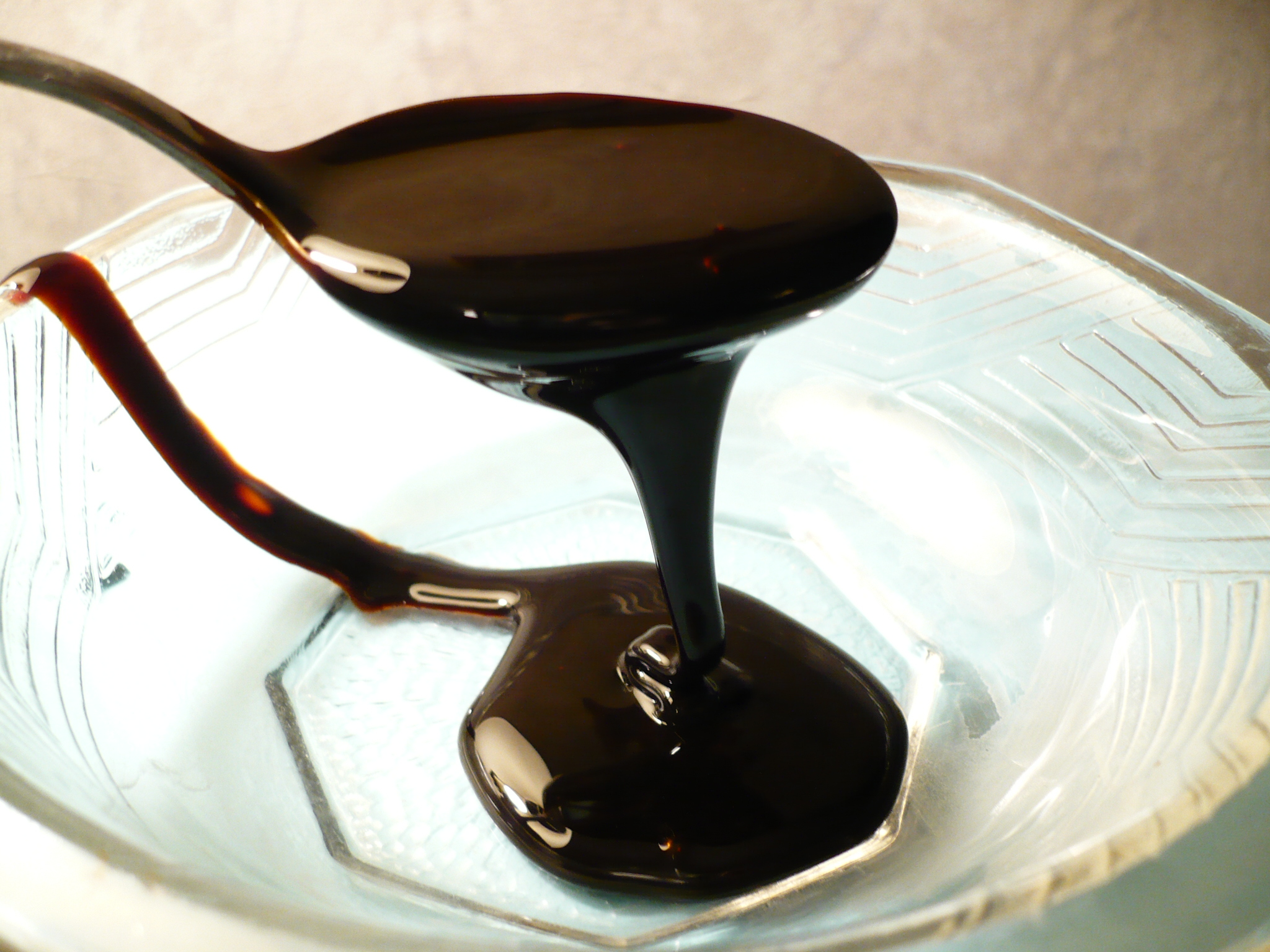
Mélasse

La majorité des rhums fabriqués dans le monde (90 à 95% de la production mondiale) le sont à partir de mélasse, le liquide résiduel après cristallisation du sucre dans les sucreries. Cette mélasse, une fois fermentée, donne :
- par fermentation directe, le rhum industriel également appelé rhum de sucrerie ou rhum traditionnel ;
- par fermentation en présence de vinasse, le rhum high ester (grand arôme) fabriqué principalement en Jamaïque[68]. L'appellation « grand arôme » est réglementée en France et ne peut s'appliquer qu'aux rhums de la distillerie du Galion, en Martinique, ayant un taux d'éléments non-alcooliques (TNA) supérieur à  800 g par hectolitre d'alcool pur (HAP)[8],[69].

La mélasse est un produit très stable, ce qui lui donne deux avantages : elle peut être transportée sur de longues distances sans altérer ses propriété et elle peut être stockée afin de produire du rhum toute l'année, sans dépendre de la saison de récolte de la canne à sucre.

#### Rhums de jus de canne

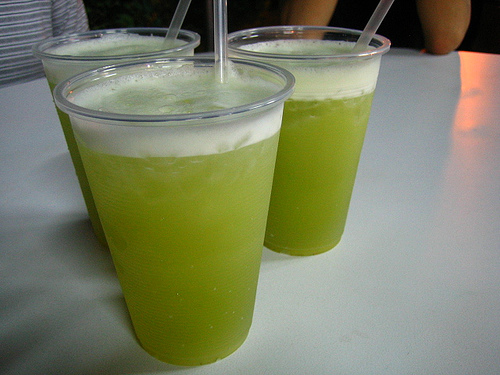
Vesou, jus issu du broyage de la canne à sucre

Ces rhums sont fabriqués par fermentation et distillation du vesou, jus naturel issu du broyage de la canne à sucre. Les rhums de jus de canne représentent 2% de la production mondiale, dont la plupart sont produits dans les départements d'outre-mer français. Le rhum de jus de canne produit dans les départements français de Martinique, Guadeloupe, la Réunion et Guyane ainsi que sur l'île portugaise de Madère bénéficient de l'appellation « rhum agricole ». La Martinique a obtenu une appellation d'origine contrôlée pour son rhum agricole le 5 novembre 1996 tandis que la Guadeloupe a une appellation d'origine protégée depuis 2019.
Ces rhums sont relativement riches en éléments non-alcooliques (au moins 225 grammes par hectolitre d'alcool pur), ce qui leur donne des arômes végétaux plus vifs que les rhums de mélasse,,.

#### Rhums de sirop (ou miel) de canne
Certains rhums, principalement latino-américains, sont produits à partir d'un sirop (« miel de caña », nom utilisé par les producteurs) obtenu par évaporation et concentration du vesou avant la cristallisation du sucre. Le sirop ainsi obtenu se conserve plus longtemps que le jus de canne frais et est plus aromatique que la mélasse. L'indication géographique Ron de Guatemala rend obligatoire l'utilisation de miel de canne dans la fabrication de ces rhums.

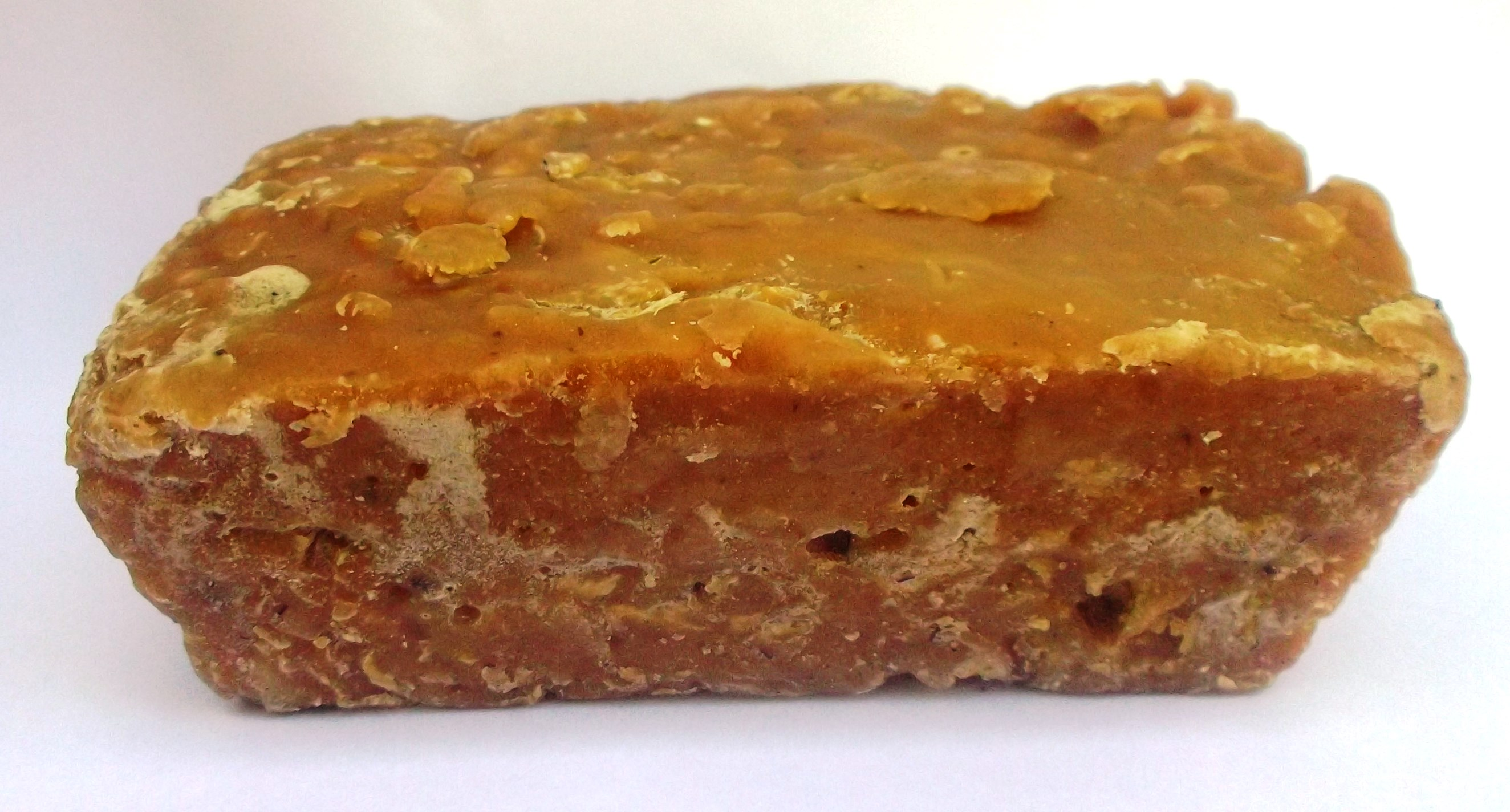
Panela

#### Autres types de rhums
Certains producteurs fabriquent du rhum à partir de rapadura ou panela, obtenue par la cuisson du jus de canne à sucre (vesou) pour donner une sorte de mélasse, qui est ensuite refroidie et cristallisée en pains. D'autres types de sucre cristallisés peuvent également être utilisés comme matière première. Ces produits ne peuvent toutefois pas être commercialisés dans l'Union européenne sous l'appellation "rhum".

### Définition par zone d'influence culturelle
Historiquement, trois grands styles de rhum sont identifiées en prenant en compte la culture et l'histoire des territoires où ces rhums sont produits : les rums anglais, les rhums français et les rons espagnols. Cette catégorisation n'est toutefois pas absolue car des rhums très différents peuvent être produits sur un même territoire.

#### Rhums de tradition anglaise
Les rhums de tradition anglaise, aussi appelés rums, sont des rhums issus de mélasse et pouvant faire l'objet d'assemblage entre une distillation en colonne et une distillation en alambic de type pot still. Souvent épicés et édulcorés, ils sont plutôt lourds et riches en esters avec un taux d'alcool élevé. Ces rhums sont traditionnellement produits dans les anciennes colonies britanniques des Caraïbes ainsi qu'aux États-Unis, en Australie et au Canada.

#### Rhums de tradition française
Les rhums de tradition française viennent des Antilles françaises et sont principalement des Rhums agricole distillés dans des colonnes créoles. Ils sont assez secs et très aromatiques, aux parfums typiques de la canne à sucre (notes florales et végétales).

#### Rhums de tradition espagnole
Les rhums de tradition hispanique, aussi appelés rons, sont issus de mélasse ou de miel de canne et ont subi une distillation en pot still, en colonne artisanale ou en colonne multiple. On peut distinguer parmi les rons ceux produits dans les anciennes îles espagnoles, comme Cuba ou Porto Rico, qui sont des rhums légers utilisés pour les cocktails, et ceux fabriqués dans les anciennes colonies espagnoles d'Amérique du Sud, qui sont des rhums doux aux arômes marqués, (notamment grâce à l'utilisation de la méthode de vieillissement appelée solera qui consiste à mélanger plusieurs rhums de différents âges,).

### Définition par l'âge
Le rhum, contrairement à d'autres spiritueux comme le whisky, n'a pas nécessairement besoin d'être vieilli avant de pouvoir être commercialisé. On peut ainsi distinguer plusieurs catégories de rhums suivant si le distillat a été vieilli ou non, et combien de temps il a passé en fût.
Si le public associe souvent le vieillissement à une meilleure qualité du liquide, ces deux éléments ne sont en réalité pas liés,. Les rhums non vieillis et les rhums vieux possèdent des arômes différents apportés ou altérés par la fermentation, la distillation, la maturation en cuve en inox et le passage en fût.

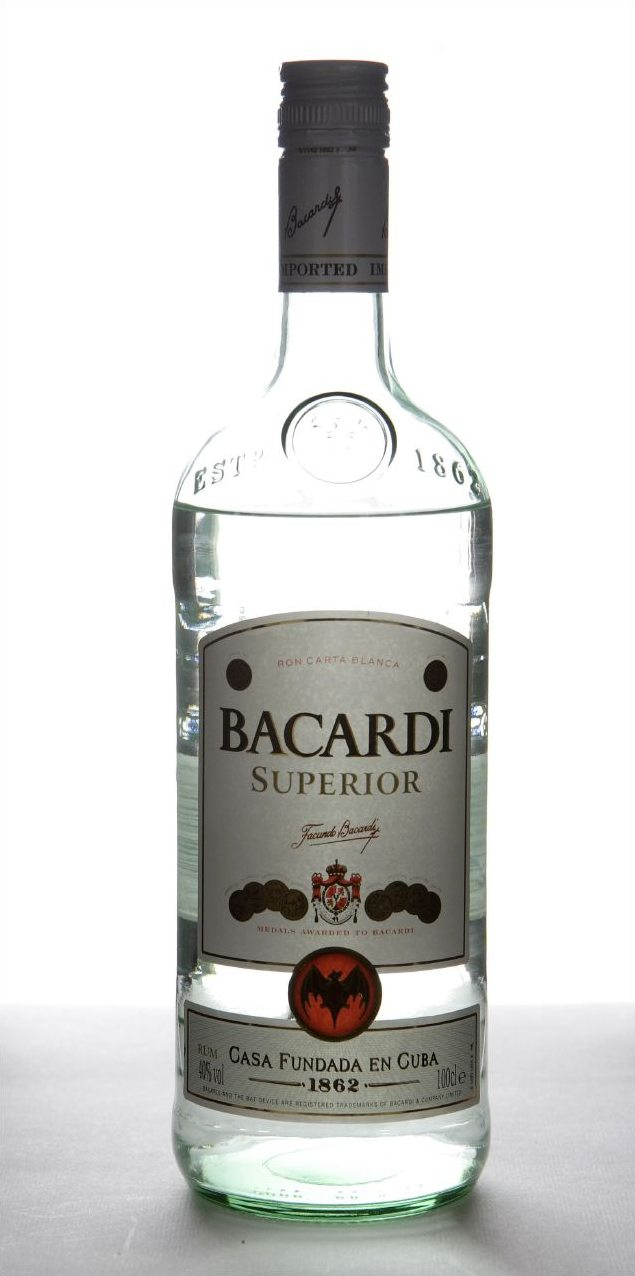
Le rhum Bacardí Carta Blanca est vieilli en fût avant d'être filtré pour être décoloré

#### Les rhums blancs
Lorsque le rhum sort de l'appareil de distillation, il est transparent. Il peut alors être mis à reposer dans des cuves en inox pendant quelques semaines ou mois. Son degré d'alcool est alors réduit par adjonction d'eau, et il peut être embouteillé. Ces rhums conservent les arômes de la matière première (mélasse, jus ou sirop de canne), car les cuves en inox dans lesquelles ils reposent n'influent pas sur leur profil aromatique.
Le rhum blanc peut également être mis à vieillir dans des contenants en bois puis blanchi par filtration sur charbons actifs afin de cumuler les intérêts aromatiques d'un rhum vieilli et la couleur neutre (intéressante pour les cocktails) d'un rhum blanc.

#### Les rhums élevés sous bois
Ces rhums, également appelés « rhums paille » à cause de leur couleur légèrement ambrée, sont vieillis entre un et trois ans en fût ou en foudre,. Ils combinent les arômes des rhums blancs (fraîcheur, végétaux, fruits, …) et ceux des rhums vieux (bois, épices, caramel, …).

#### Les rhums vieux

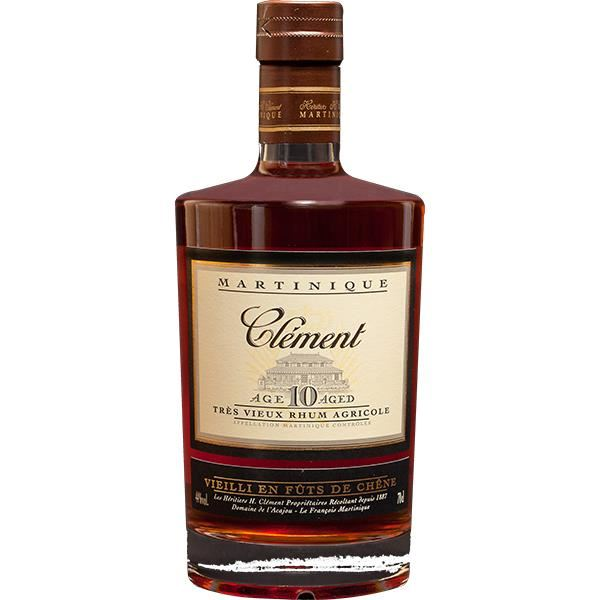
Rhum Clément vieilli 10 ans

A partir de trois ans passés en fût, les rhums sont considérés comme des rhums vieux. On distingue plusieurs catégories de rhum vieux :
- Le rhum VO (very old), d'au moins 3 ans ;
- Le rhum VSOP (very superior old pale), vieille réserve ou réserve spéciale, d'au moins 4 ans ;
- Le rhum XO (extra old), hors d'âge, extra vieux ou grande réserve, d'au moins 6 ans.

On trouve également des rhums millésimés, vieillis au moins 6 ans et dont tous les distillats doivent être de la même année.
La définition de l'âge du rhum varie suivant les producteurs et les régions. L'Union européenne utilise la règle de la goutte la plus jeune : c'est l'âge du plus jeune distillat utilisé dans l'assemblage qui fait foi. L'association des producteurs caribéens (WIRSPA) s'est alignée sur cette règle via son label Authentic Caribbean Rum (ACR), tout comme Cuba. D'autres producteurs, notamment les distilleries d'Amérique latine qui utilisent la méthode de vieillissement en solera, définissent l'âge par la goutte la plus vieille : c'est-à-dire l'âge du plus vieux distillat utilisé dans l'assemblage.

## Méthode de production
Les grandes étapes de production du rhum sont : la fermentation, la distillation, l'assemblage et le vieillissement. Toutefois, de nombreuses nuances existent selon les rhums.

### Récupération de la matière première

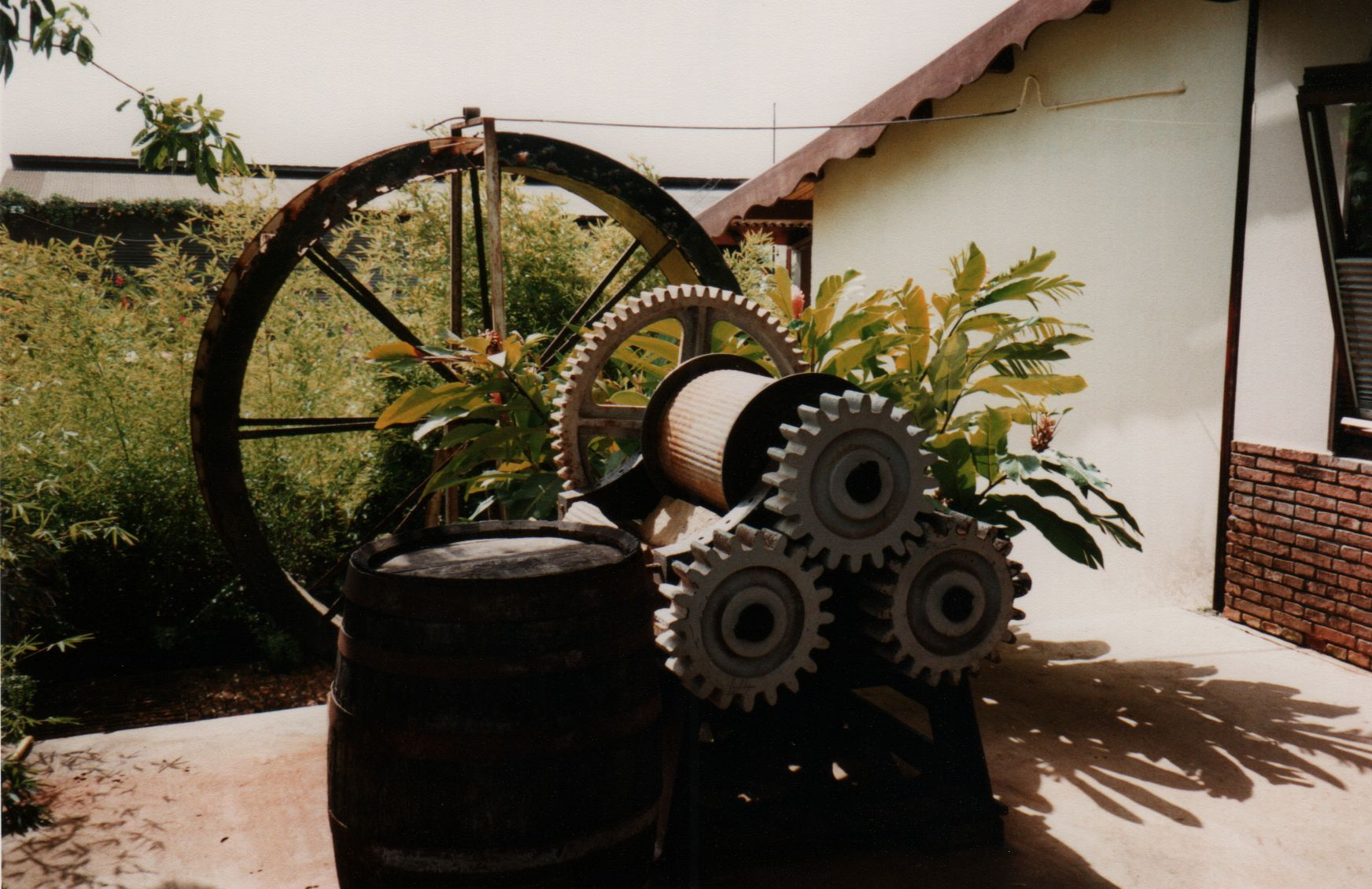
Broyeuse de canne à sucre.

La canne à sucre préalablement récoltée est hachée et défibrée pour faciliter l'extraction du jus. Elle est ensuite broyée dans plusieurs moulins successifs ; de l'eau peut être utilisée dans les derniers moulins pour mouiller la canne asséchée et en extraire le maximum de jus : c'est l'imbibition. Dans le cas du rhum agricole, le jus de canne ainsi extrait est directement mis à fermenter. Dans le cas du rhum de mélasse, le jus est clarifié à la chaux puis chauffé pour faire cristalliser le sucre. Une centrifugation permet alors de séparer le sucre cristallisé de la masse sirupeuse non cristallisée. Cette dernière, la mélasse, est alors envoyée à la distillerie pour l'étape de fermentation.
Certains pays producteurs de rhum de mélasse ne produisent plus suffisamment de canne à sucre pour répondre à leur besoins. Ils ont alors recours à l'importation de cette matière première particulièrement stable.

### Fermentation

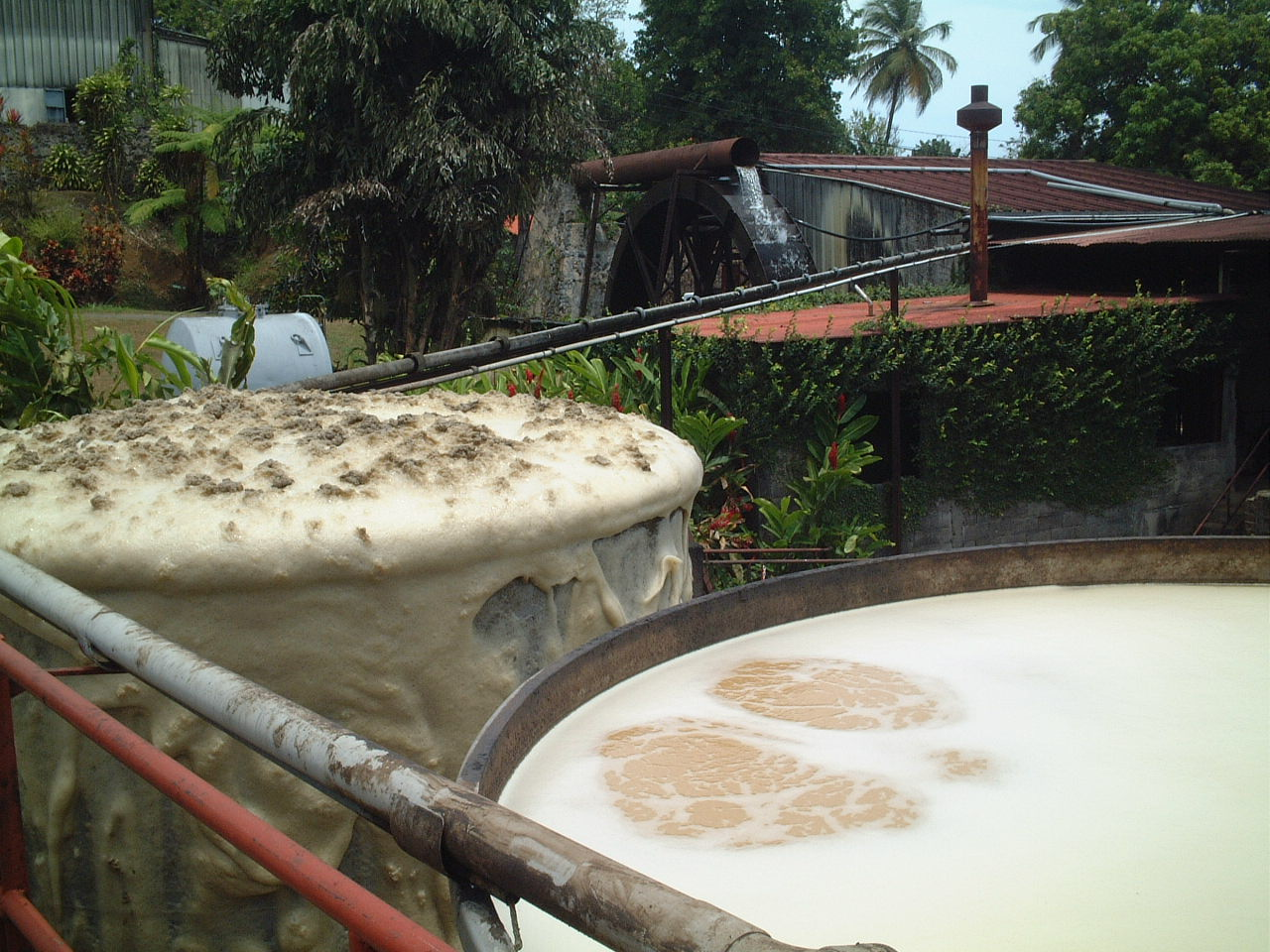
Cuves de fermentation du vesou en Guadeloupe

Sous l’action de levures ajoutées dans la mélasse ou le jus de canne, le sucre présent est transformé en alcool. On obtient, à la fin de cette fermentation, un vin titrant environ 10° d'alcool. De nombreux arômes se développent dans le rhum lors de cette étape en fonction des levures utilisées et de la durée de fermentation.
Les levures utilisées dans la phase de fermentation peuvent être de plusieurs types : industrielles, indigènes ou sauvages. Les levures industrielles, achetées dans le commerce, garantissent une fermentation efficace et des arômes définis. Les levures indigènes sont des levures identifiées dans les environs de la distillerie, qui permettent donc de faire le lien entre le rhum et son terroir. Enfin, la canne peut être laissée fermenter naturellement, sans adjonction de levures spécifiques : on parle alors de levures sauvages, souvent très expressives mais moins efficaces et pouvant développer des arômes non recherchés. Les rhums high ester de Jamaïque utilisent ainsi un dunder (ou mock pit), une fosse dans laquelle des boues organiques issues des résidus de vinasses sont cultivées afin d'ensemencer les cuves de fermentation,.
La durée de fermentation impacte, elle aussi, directement le profil aromatique du rhum obtenu. Pour obtenir un rhum léger, elle dure généralement 24 heures. Dans le cas du rhum agricole, le vesou est mis à fermenter entre 36 et 48 heures. Enfin, la fermentation peut durer plusieurs semaines pour obtenir des rhums aux arômes très marqués comme les rhums high ester de Jamaïque ou le les rhums grand arôme de la Réunion et de Martinique,.

### Distillation
La distillation permet de concentrer l'éthanol et les arômes produits par les levures lors de la fermentation. On obtient en sortie de l'appareil de distillation un liquide limpide et incolore titrant entre 45° et 96° d'alcool. Le rhum peut être distillé grâce à plusieurs appareils :
Distillation en alambic
La distillation en alambic se fait de manière discontinue : l'appareil est rempli de vin de canne puis est chauffé pour que les vapeurs d'alcool se condensent dans un réfrigérant. L'alambic charentais, ou pot still, réalise ainsi une double distillation pour chaque cuvée de vin afin d'obtenir le degré d'alcool souhaité.
La forme de l'alambic, le cuivre qui le compose et le processus discontinu permettent d'obtenir un alcool de meilleure qualité qu'avec une colonne à distiller, bien que le processus soit plus long et plus complexe à mettre en œuvre car la cuve doit être nettoyée et remplie à nouveau après chaque distillation.
Distillation en colonne
La distillation en colonne se fait de manière continue : le vin issu de la fermentation est introduit en milieu de colonne et descend de plateau en plateau en même temps qu'il s'épuise en alcool en chauffant au contact de la vapeur introduite par le bas de la colonne. Sur les plateaux supérieurs le titre augmente graduellement, ce qui permet d'extraire de la phase liquide les composés plus solubles dans l'éthanol que dans l'eau. Les vapeurs d’alcool sont alors condensées et soutirées en tête de colonne où l'on retire les composés les plus légers (acétaldéhyde, acétate d'éthyle, …) quelques plateaux sous la tête pour récupérer la plus grande partie de l'alcool qui sera valorisé en rhum, et quelques plateaux au-dessus de l'alimentation pour retirer les composés plus lourds. La vinasse, le liquide résiduel après la distillation, est évacué en bas de la colonne.
Les colonnes à distiller, capables de produire de grandes quantités d'alcool grâce à leur fonctionnement en continu, sont notamment utilisées pour produire le rhum agricole des Antilles françaises et les rons légers des pays hispaniques. Ces rhums peuvent aussi être utilisés en assemblage avec des rhums distillés en alambic, aux arômes plus marqués.

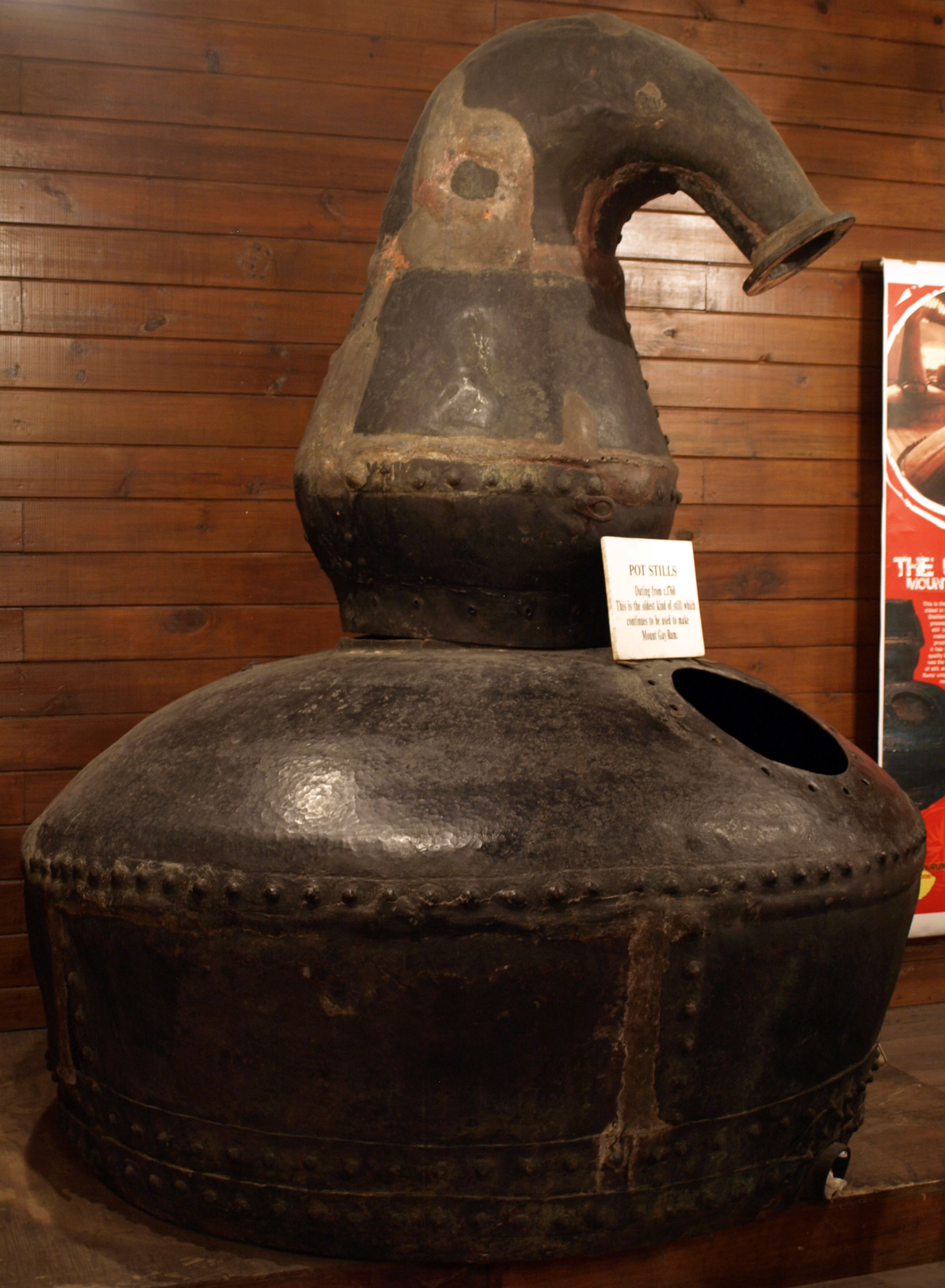
Ancien alambic charentais utilisé par la distillerie Mount Gay Rum
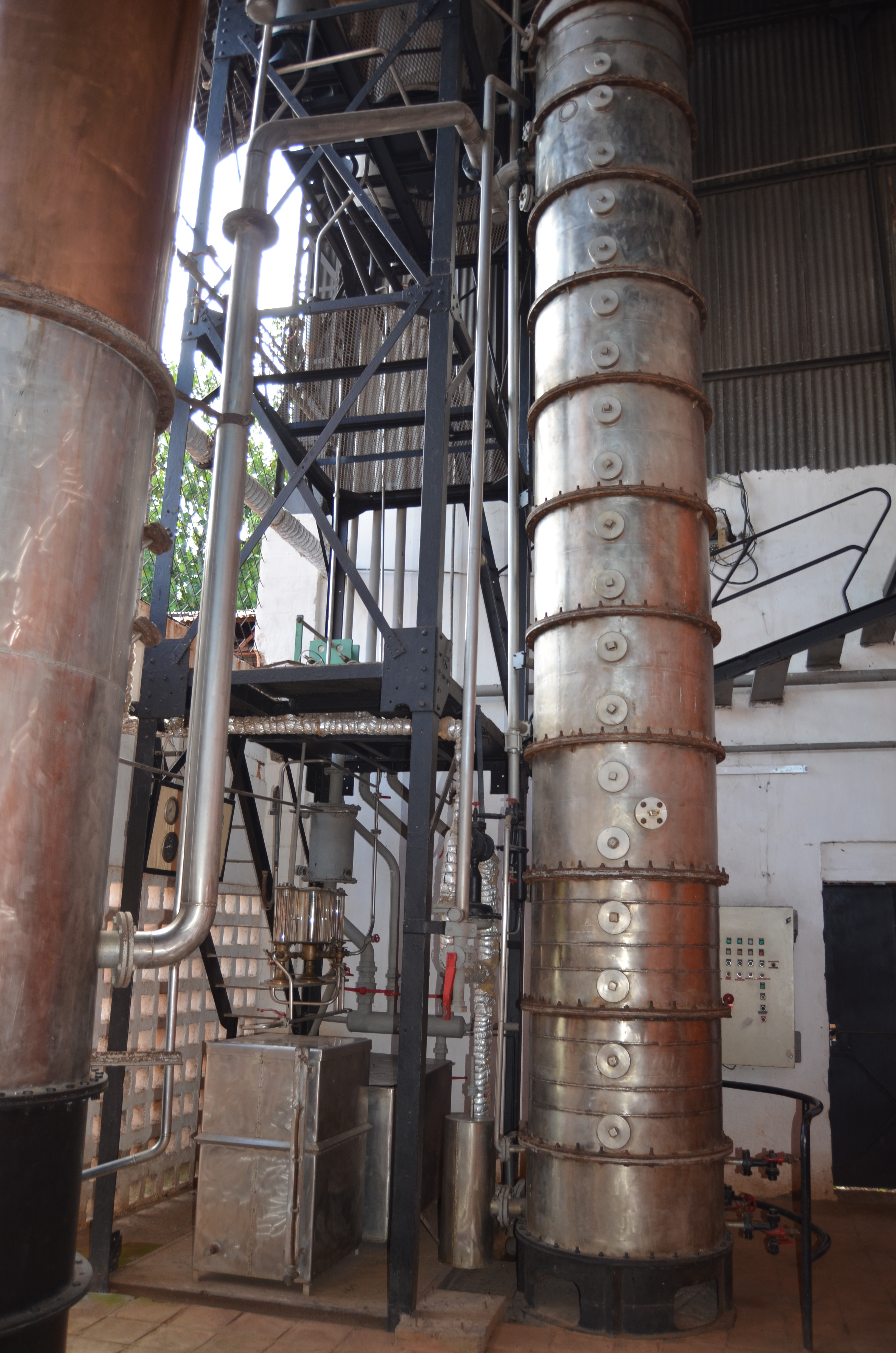
Colonne de distillation dans une distillerie de Nosy Be

### Vieillissement
Après distillation, le rhum peut être mis à vieillir dans des contenants en bois (fûts ou foudres) afin de développer de nouveaux arômes. Historiquement, le vieillissement est une conséquence logistique de l'envoi de rhum en Europe : le spiritueux était stocké dans des fûts en bois à bord des navires et prenait de nouveaux arômes lors de la traversée de l'Atlantique puis lors du stockage en entrepôt qui pouvaient durer plusieurs mois,.
Lors du vieillissement, plusieurs réactions chimiques se produisent entre le rhum, l'oxygène et le bois. La porosité du bois permet des échanges entre l'air et le liquide, ce qui permet l'oxydation des composés dissous dans le liquide par l'oxygène de l'air. De plus, le rhum va extraire les substances solubles présentes dans le bois afin de gagner en complexité aromatique au cours du temps. Ces échanges avec le bois colorent également le rhum. Enfin, l'évaporation du liquide dans le fût modifie le degré alcoolique, qui baisse avec le temps (surtout si le chai dans lequel est vieilli le rhum est humide).

#### Types de contenants

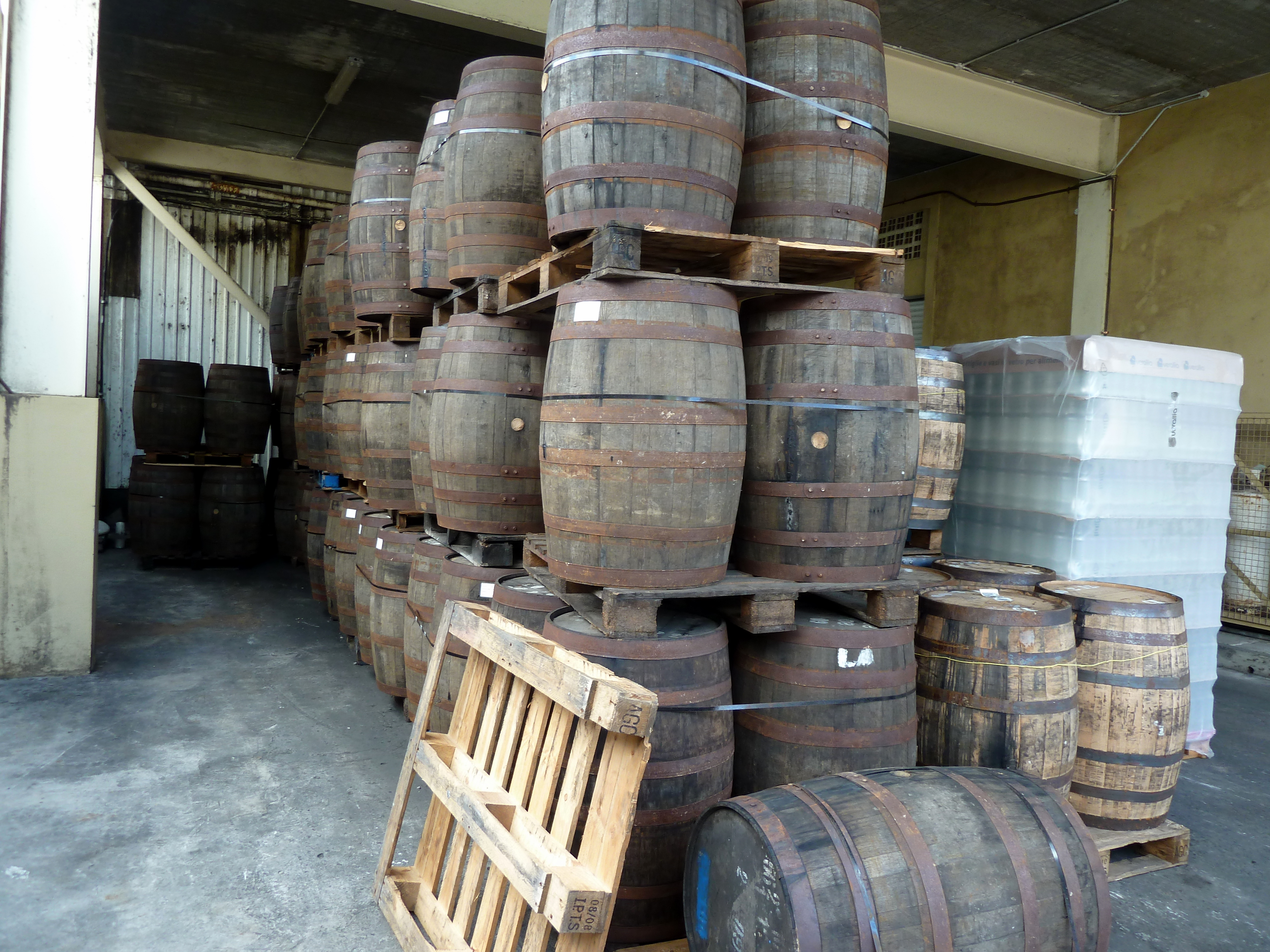
Fûts de bourbon utilisés pour le vieillissement à Saint Lucia Distillers

Le choix du contenant de vieillissement a un impact majeur sur le produit final. Ainsi, plus le volume du Fût est petit, plus il fournit d'arômes à l'alcool présent à l'intérieur car la surface de contact est proportionnellement plus importante. De plus, le type de bois utilisé a également son importance sur les arômes échangés avec le liquide, tout comme l'utilisation préalable du fût pour le vieillissement d'un autre spiritueux (vin, whisky, bourbon, …).
Environ 90 % des rhums du monde sont aujourd'hui vieillis en fûts de bourbon[réf. nécessaire] : des fûts de 200 litres fabriqués en chêne blanc américain. Ils ont l'avantage d'être abondants et peu chers car la fabrication du bourbon impose l'utilisation de fûts neufs, qui sont donc revendus après chaque utilisation. De plus, les principales zones productrices de rhum se trouvent à proximité des producteurs américains de bourbon. Ces fûts confèrent au rhum des arômes de vanille et de caramel.
D'autres fûts peuvent être utilisés pour le vieillissement du rhum, par exemple des anciens fûts de cognac ou des fûts de chêne neufs. On peut également utiliser des foudres, dont la grande taille limite les échanges entre le bois et le liquide pour laisser reposer le rhum avant embouteillage.

#### Préparation des fûts par brûlage

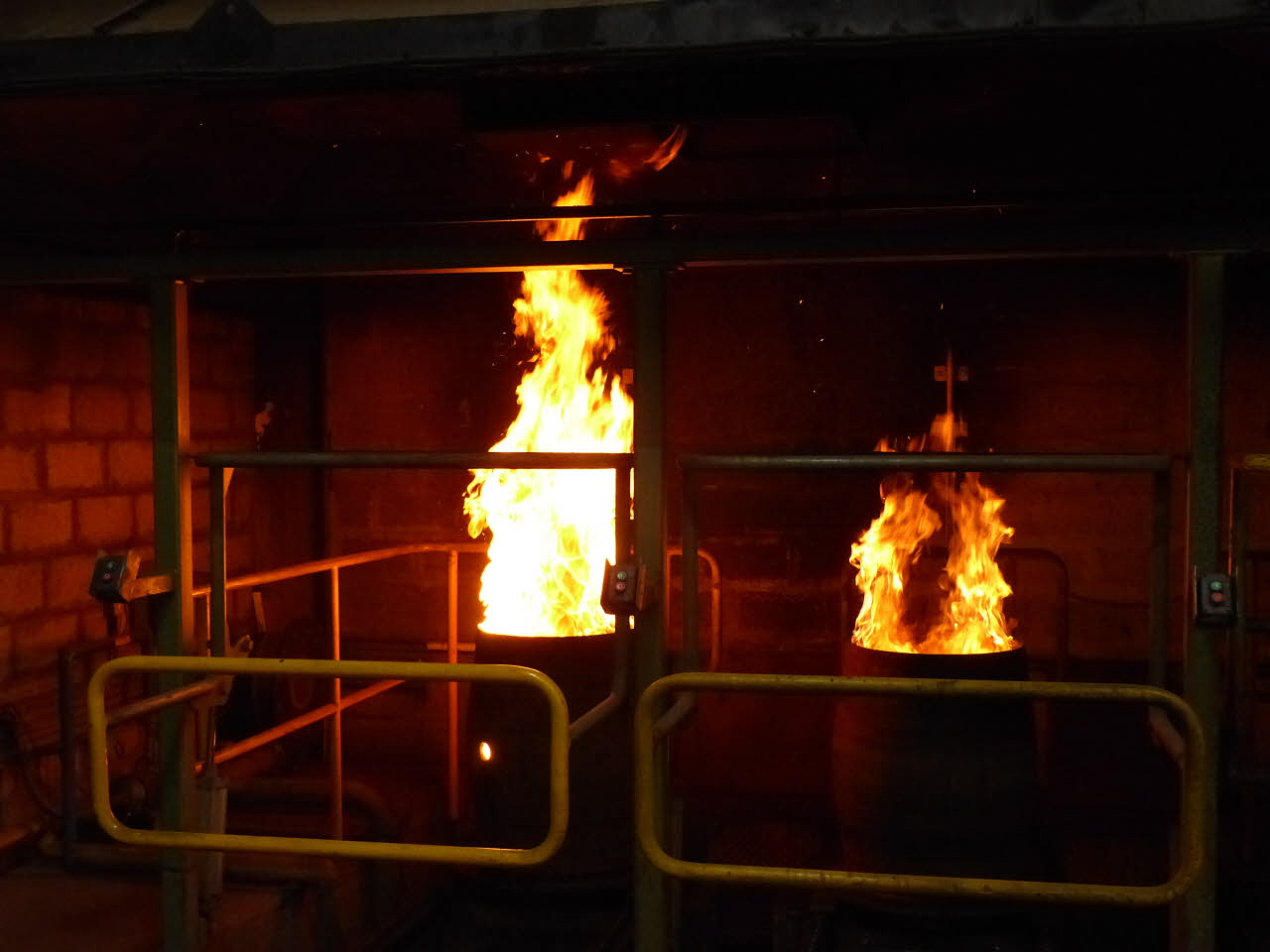
Brûlage de Fûts de whisky, similaire à ce qui se pratique sur les fûts de rhums

Avant d'être remplis, les fûts peuvent passer par une étape de brûlage lors de laquelle l'intérieur du fût est carbonisé au lance-flammes. Cette étape, particulièrement pratiquée sur les fûts de bourbon en chêne américains, a plusieurs vertus : elle permet d'éliminer des composés indésirables qui se trouvent sur le bois, elle permet de révéler certaines molécules aromatiques, elle favorise la pénétration du liquide dans le bois en craquelant la surface et elle génère une couche de charbon purifiante et filtrante à la surface des douelles, ce qui permet notamment de retirer les composés soufrés du liquide lors du vieillissement,. Cette étape est généralement répétée entre deux remplissages du fût. Les fûts en chêne européen et français passent plutôt par une étape de toastage, moins violente et permettant un traitement en profondeur des douelles.

#### La part des anges et l'ouillage
Les fûts permettent les échanges entre l'air et le liquide, une partie de l'alcool (appelée la « part des anges ») s'évapore donc régulièrement. Ce phénomène augmente avec la température et l'hygrométrie, ainsi la part des anges est comprise entre 2 et 3 % en Écosse et à Cognac mais elle peut atteindre 10 % dans les régions tropicales. En outre, plus le fût se vide, plus la surface d'échange entre l'air et le liquide augmente, ce qui favorise l'évaporation.
Afin de compenser cette évaporation, certains producteurs pratiquent l'ouillage. Cette méthode consiste à compléter les fûts avec du liquide provenant de fûts similaires (même année de production, même distillat) afin de retrouver un parc de fûts pleins, quoique plus réduit. L'ouillage permet de contrebalancer la part des anges et d'éviter le développement de bactéries dans la partie des fûts laissée à l'air libre.

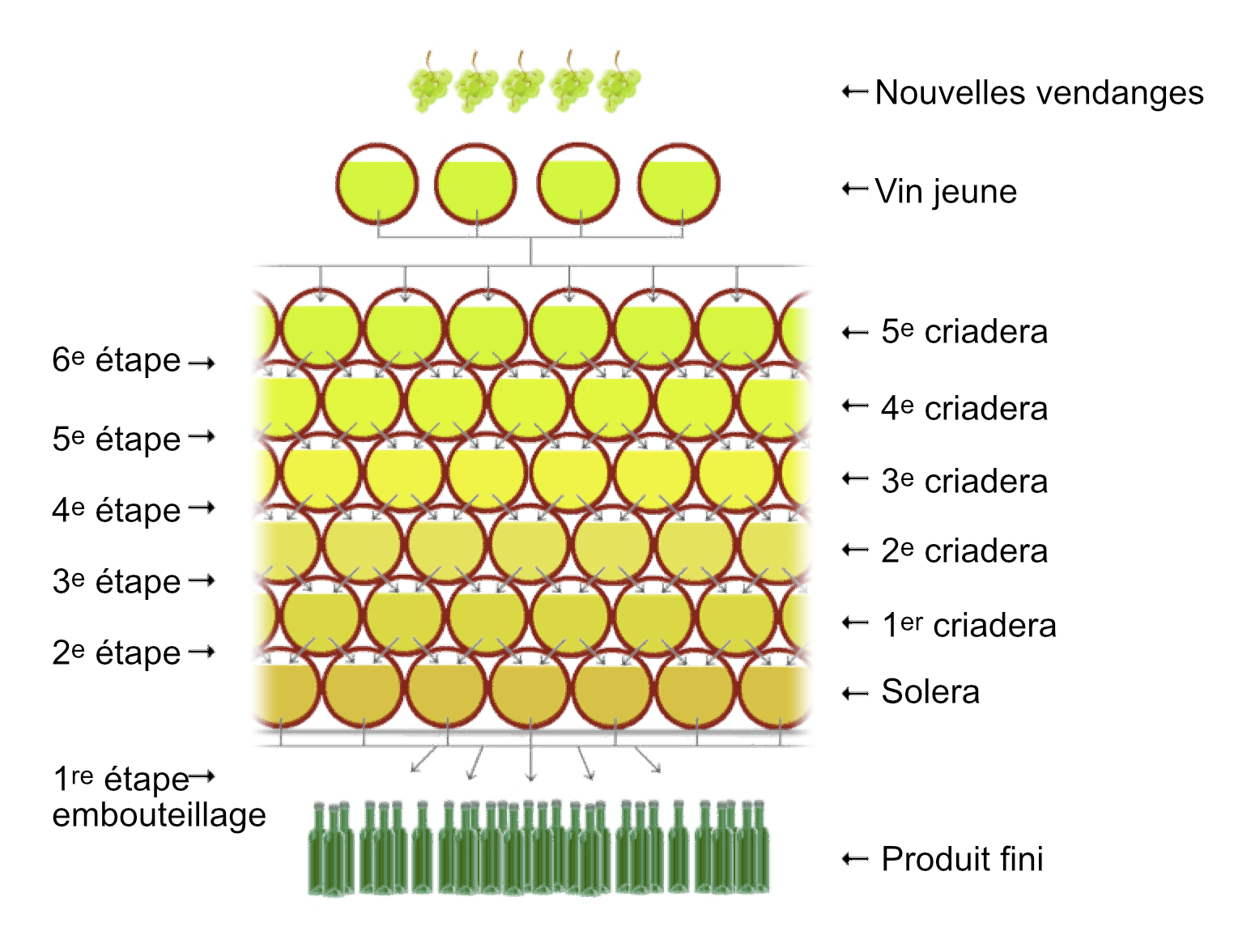
Illustration de la méthode solera

#### La méthode solera
Certains producteurs, notamment en Amérique latine, utilisent la méthode appelée solera pour le vieillissement de leurs rhums. Cette méthode consiste à combler la part des anges non pas avec du rhum du même âge, comme pour l'ouillage, mais avec un rhum plus jeune. Pour illustrer cette méthode, on peut se représenter les fûts en pyramide inversée : le fût inférieur contient le rhum le plus vieux, et l'âge du rhum diminue quand on remonte dans les rangées. Pour l'embouteillage, le liquide est tiré du fût inférieur qui est alors rempli avec les fûts de la rangée supérieure et ainsi de suite. Les fûts au sommet de la pyramide inversée sont complétés avec du rhum non vieilli. Cette méthode a l'avantage d'enrichir la palette aromatique des rhums en combinant des eaux-de-vie d'âges différents. Toutefois, elle brouille l'indication d'âge du produit final car les producteurs retiennent souvent l'âge du rhum le plus vieux présent dans l'assemblage.

### Assemblage, réduction et ajustements avant embouteillage
Avant d'être embouteillé, le rhum peut encore passer par plusieurs étapes facultatives.

#### Assemblage
L'assemblage (blend en anglais) consiste à assembler plusieurs rhums vieux pour obtenir le produit qui est embouteillé. Cela permet d'avoir une homogénéité de la qualité du rhum produit à différentes périodes en atténuant les évolutions spécifiques au vieillissement dans chaque fût. L'assemblage peut aussi être l'occasion pour le maître de chai de combiner des produits aux propriétés très différentes, en mélangeant par exemple un rhum distillé en alambic à un rhum distillé en colonne ou un rhum de vesou et un rhum de mélasse. Une fois l'assemblage effectué, le rhum peut être mis à reposer de quelques semaines à quelques mois dans des cuves en inox ou dans des foudres apportant peut d'arômes au liquide,.

#### Réduction
Que l'on veuille embouteiller du rhum blanc ou du rhum vieilli, de l'eau pure peut être ajoutée pour réduire le titre alcoolique du liquide. L'objectif est d'atteindre un équilibre entre la conservation des arômes et l'agressivité au palais du produit embouteillé,. Généralement, les rhums vieux et les rhums blancs légers sont embouteillés autour de 40°, tandis que les rhums blancs agricoles le sont autour de 50°. Tous les rhums ne sont toutefois pas réduits avant embouteillage : un rhum « brut de colonne » ou « brut d'alambic » est ainsi embouteillé au degré d'alcool à la sortie de l'appareil de distillation, alors qu'un rhum « brut de fût » est embouteillé au degré d'alcool atteint dans le fût à la fin du vieillissement.

#### Filtration
Lors de la réduction, des acides gras formés lors de la fermentation peuvent précipiter et troubler le liquide. De plus, le rhum vieilli peut contenir des impuretés liées au fût ou au processus de vieillissement. Afin de débarrasser le liquide de ces impuretés, environ 90% des rhums sont filtrés avant embouteillage. Cette filtration peut se faire de trois manières différentes :
- Filtration à froid (chill-filtration) : le rhum est refroidi à 0 °C et passe ensuite entre deux plaques de cellulose qui retiennent les corps étrangers[119]. Toutefois, des composés aromatiques peuvent également être éliminés par cette méthode[117] ;
- Filtration à température ambiante (unchill filtration) : le principe est le même que pour la filtration à froid mais sans que le rhum soit refroidi[117]. Cela permet de limiter l'élimination des composants aromatiques avec l'inconvénient que certains acides gras restent également dans le liquide[117] ;
- Filtration sur charbon actif : outre les corps gras et les impuretés, cette filtration permet aussi d'enlever les composants responsables de la couleur des rhums vieillis, et donc de les rendre translucides[117].

Afin de ne pas modifier le profil aromatique de leur rhum, certaines distilleries ne filtrent pas leurs produits avant embouteillage. Ces rhums sont appelés unchill filtered.

#### Coloration
La coloration due au vieillissement du rhum n'est pas uniforme suivant l'âge du fût et s'il a été utilisé plusieurs fois ou non. Afin d'obtenir une uniformité de couleur entre les différents volumes de production et valoriser leur produit auprès du grand public qui privilégie les robes sombres, les producteurs peuvent ajuster la couleur de leur liquide en y ajoutant du colorant caramel. Les dark rums sont un cas particulier de cette coloration, puisque l'adjonction massive de caramel pour obtenir une robe très foncée et des arômes amers fait partie intégrante de leur identité.

#### Edulcoration
Le rhum, bien que produit à partir de canne à sucre, ne contient pas de sucre après distillation car ce dernier a été consommé par les levures lors de la fermentation. Toutefois, l'ajout de sucre dans le rhum avant embouteillage est une pratique qui remonte au moins au XIXe siècle, que ce soit pour masquer les imperfections du produit ou le rendre plus agréable au palais du consommateur. Au XXIe siècle, les principaux marchés du rhum autorisent encore dans une certaine limite les producteurs à édulcorer leur produit pour en corriger le goût. Certains producteurs en profitent ainsi pour redonner des arômes à des rhums légers trop proches de l'alcool neutre. Toutefois, l'ajout de sucre dans le rhum fait débat parmi les amateurs. En effet, même dans le respect des normes, l'ajout de sucre peut avoir un impact net sur le profil organoleptique du rhum. De plus, les marques de rhums ne sont souvent pas claires sur l'édulcoration de leurs produits, quand elles ne la dissimule pas complètement, ce qui crée une crise de confiance auprès des amateurs. A l'inverse, certains producteurs qui revendiquent la pratique de l'édulcoration conservent une image positive auprès du public grâce à leur transparence.
Si l'édulcoration est ancrée dans les processus de fabrication de certaines appellations (au Venezuela et au Guatemala notamment), elle est explicitement interdite dans d'autres, comme les Indications Géographiques) des rhums français, l'AOC rhum de Martinique ou les rhum industriels du règlement européen 2019/787.

## Zones de production

### Caraïbes

#### Martinique
La culture du sucre est présente en Martinique depuis l'arrivée des Français au XVIIe siècle. Elle s'est très tôt accompagnée de la consommation de tafia, un ancêtre du rhum. L'île devient le premier territoire producteur de rhum à la fin du XIXe siècle, avant de se reconvertir dans le rhum agricole à la suite de l'éruption de la montagne Pelée en 1902. Dépassée par les nouveaux producteurs de rhum au cours du XXe siècle, la Martinique mise désormais sur la qualité reconnue de ses rhums. L'île compte neuf distilleries de jus de canne (Saint-James, La Favorite, J.M, Le Simon, Depaz, La Mauny, Neisson, A1710 et Habitation BeauSéjour), ainsi qu'une distillerie de rhum de mélasse, la distillerie du Galion.
La Martinique est depuis 1996 le seul territoire à posséder une appellation d'origine contrôlée pour son rhum agricole. Le cahier des charges auquel sont soumises les distilleries bénéficiant de l'AOC, régit tout le processus de fabrication (date de récolte de la canne, variétés de canne pouvant être utilisées, utilisation de vesou, durée de fermentation, appareil de distillation, type de fût pour le vieillissement, etc.),. Les rhums prétendant au label doivent aussi avoir les qualités organoleptiques attendues d'un rhum martiniquais. Ainsi, les rhums aromatisés, rhums épicés ou certains rhums dont le profil aromatique est particulièrement marqué par des fûts spéciaux utilisés lors du vieillissement ne peuvent prétendre au label. L'AOC rhum agricole de Martinique permet ainsi de donner une identité facilement reconnaissable aux rhums produits sur l'île.

#### Guadeloupe et Marie-Galante

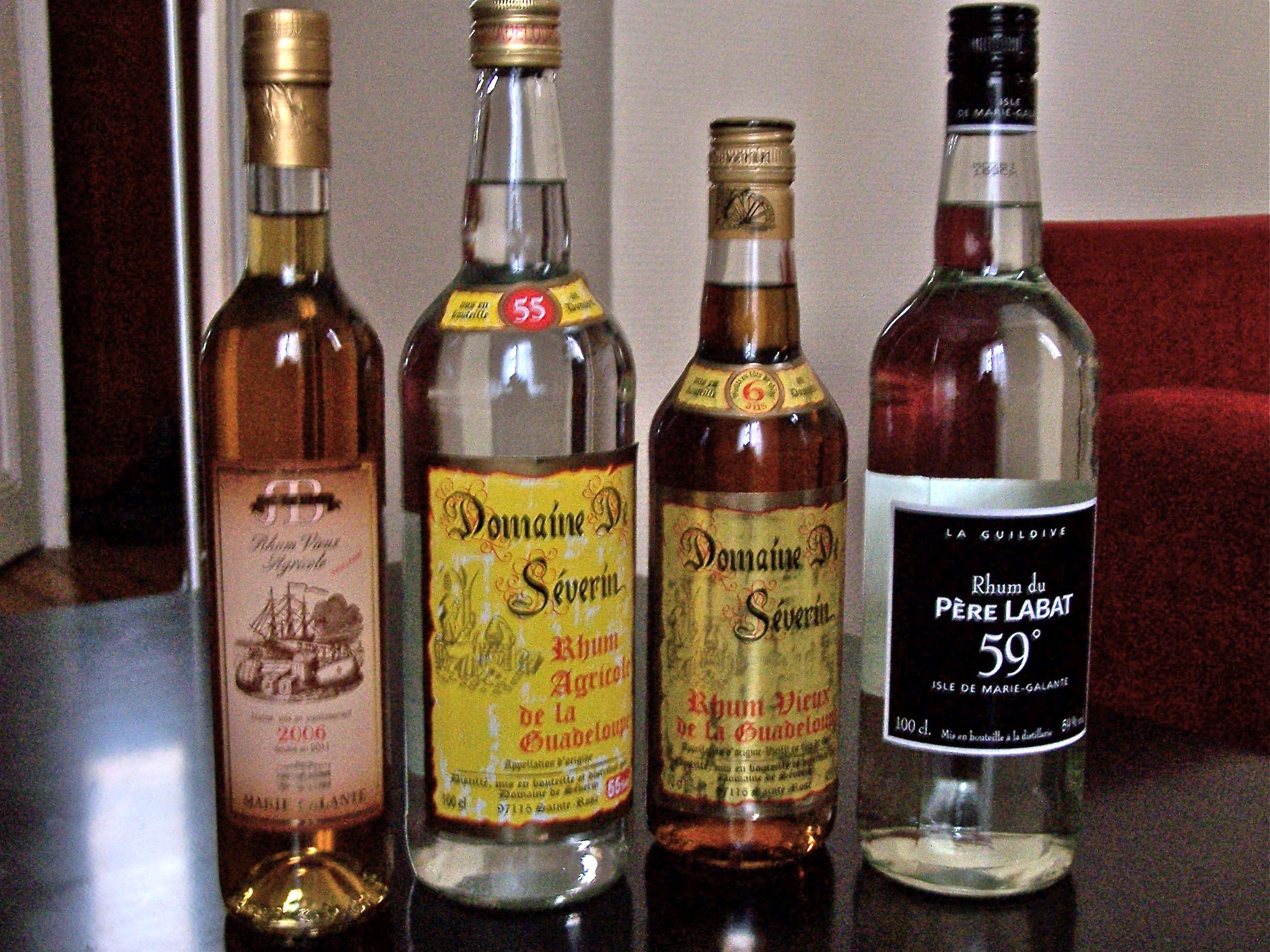
Rhums de Guadeloupe

Comme en Martinique, la culture du sucre est présente en Guadeloupe depuis sa colonisation par les Français au XVIIe siècle. L'île produit d'abord majoritairement du rhum de mélasse, qui reste dans l'ombre du rhum martiniquais, que ce soit en réputation ou en quantités produites. Au cours du XXe siècle, la production de rhum agricole de qualité se développe sur l'île. Les rhums de la petite île de Marie-Galante sont ainsi particulièrement réputés. La Guadeloupe comporte huit distilleries (Damoiseau, Bologne, Carrère, Espérance, Séverin, Reimonenq, Bonne-Mère et Papa Rouyo), auxquelles il faut ajouter les trois distilleries de Marie-Galante (Bellevue, Bielle et Poisson).
Le rhum de Guadeloupe bénéficie depuis 2015 d'une Indication Géographique Protégée, qui recouvre à la fois le rhum agricole et le rhum industriel produit sur l'île et à Marie-Galante. Les règles de cette IGP sont moins contraignantes que celles de l'AOC Rhum de Martinique : il n'y a notamment pas de dates de récolte obligatoires, des variétés de canne plus nombreuses sont autorisées, et les méthodes de distillation autorisées sont plus nombreuses.

#### La Barbade
La Barbade, berceau historique du rhum, est jusqu'au XVIIIe siècle l'un des principaux territoires producteurs de rhums, tant en qualité qu'en quantité. La concurrence internationale fait baisser le nombre de distilleries présentes sur l'île à partir du XIXe siècle. Il en reste quatre : Mount Gay, qui est la plus ancienne distillerie du monde encore en activité, West Indies Rum Distillery, Foursquare et St Nicholas Abbey. Ces distilleries produisent majoritairement du rhum de mélasse de tradition anglaise distillé en colonne et pot still, à l'exception de St Nicholas Abbey qui utilise un alambic hybride. Les rhums produits à la Barbade sont majoritairement mis en vieillissement pour être vendus en tant que rhums vieux.

#### Cuba
Cuba est historiquement un important territoire de rhum, qui a vu naître des marques importantes comme Havana Club et Bacardí, bien que cette dernière marque ne soit plus produite sur l'île depuis les nationalisations ayant suivi la révolution cubaine. Les rhums produits sur l'île sont principalement des rhums de mélasse légers, les rones, particulièrement utilisés dans les cocktails. La production de rhums sur l'île est chapeautée par Ron Cuba, une entité gouvernementale. Havana Club (association entre Ron Cuba et Pernod Ricard) est resté jusqu'en 2018 le seul rhum cubain distribué à l'étranger du fait d'une clause d'exclusivité dans le contrat liant les deux entités. Depuis, d'autres acteurs, comme le leader mondial Diageo, se sont associés à Ron Cuba pour distribuer des rhums cubains à l'international. Le marché américain reste cependant fermé aux rhums cubains pour cause d'embargo.
Les rhums cubains bénéficient d'une DOP (Denominación de Origen Protegida, appellation d'origine protégée) qui régit l'utilisation du terme "Cuba" comme origine des rhums. Cette appellation réglemente plusieurs aspects de la fabrication des rhums : la canne à sucre doit avoir été cultivée et transformée à Cuba, les levures pouvant être utilisées en fermentation sont contrôlées, tout comme les paramètres de distillation. Les fûts utilisés doivent être des fûts de chêne blanc.
« Le savoir-faire des maîtres du rhum léger » à Cuba est inscrit sur la liste représentative du patrimoine culturel immatériel de l'humanité par l'UNESCO en 2022,.

#### Haïti
Ancienne colonie espagnole (sous le nom d'Hispaniola) puis française (sous le nom de Saint-Domingue), Haïti devient une république indépendante en 1804. Toutefois, l'indépendance entraîne l'effondrement de l'industrie sucrière de l'île, qui produisait pourtant environ la moitié du sucre des Antilles à la fin du XVIIIe siècle. Alors que le pays comptait à cette époque 180 distilleries de rhum, la seule qui subsiste sur l'île est Barbancourt, fondée en 1862. Barbancourt utilisait initialement des alambics charentais pour redistiller des clairins, mais la distillerie utilise depuis les années 1990 un système de distillation à colonne. Haïti compte également plusieurs centaines de petites distilleries produisant du clairin, un proto-rhum blanc de vesou fabriqué de manière traditionnelle.
Le rhum haïtien, représenté par Barbancourt, fait partie du patrimoine culturel du pays depuis 2021.

#### Jamaïque
Du XVIIe siècle au début du XIXe siècle, la Jamaïque est le premier producteur mondial de rhum, et les spiritueux produits sur l'île sont également les plus réputés. Le nombre de moulins et de distilleries sur l'île chute toutefois fortement entre le XIXe siècle et le XXe siècle. Il reste six distilleries sur l'île : Appleton, Worthy Park, Clarendon, Long Pond, Hampden et New Yarmouth. La Jamaïque est particulièrement connue pour ses rhums high esters, qui sont des rhums de mélasse très aromatiques grâce à une fermentation particulièrement longue (jusqu'à plusieurs semaines). Une majorité  des rhums vieux jamaïcains sont exportés en vrac pour servir dans des assemblages au sein de marques comme Plantation ou Captain Morgan. Toutefois, de plus en plus de rhums jamaïcains embouteillés sur place sont reconnus pour leur qualité.

### Amériques

#### Costa Rica
Le Costa Rica est un grand producteur de sucre, mais le monopole d'Etat sur la production d'alcool limite le développement des distilleries dans le pays. Le pays comporte trois distilleries qui produisent du rhum : Centenario (la principale marque de rhum costaricain à l'international), Vocatus et Ingénio Taboga.

#### Guatemala
La canne à sucre est cultivée au Guatemala depuis la fin du XVIIIe siècle. Le rhum guatémaltèque est distillé à partir de miel de canne, obtenu en faisant bouillir le jus de canne pour le concentrer. Le sirop ainsi obtenu se conserve beaucoup plus longtemps et est plus aromatique que le jus de canne frais, mais l'étape de concentration diminue le rendement de la distillerie. Le vieillissement se fait souvent en altitude selon la méthode solera. La principale distillerie du pays, Industrias Licoreras de Guatemala, produit les deux principales marques de rhum du Guatemala : Zacapa et Botran.
Le rhum du Guatemala est protégé par une DOP (Denominación de Origen Protegida, appellation d'origine protégée), qui impose notamment l'utilisation de miel de canne comme matière première et un vieillissement d'au moins un an en méthode solera en utilisant au minimum deux types de fûts différents,. Les parcelles d'origine de la canne à sucre sont également clairement délimitées par la DOP.

#### Guyana
Le Guyana est au XVIIIe siècle et au XIXe siècle l'un des principaux producteurs de rhum avec la Jamaïque et la Martinique. Les rhums du Guyana sont à cette époque le principal composant du navy rum distribué aux marins de la Royal Navy. Les rhums du Guyana, appelés Demerara rum du nom de la rivière qui traverse le pays, sont caractérisés par des arômes fumés. La principale distillerie du Guyana est Demerara Distillers Limited, qui produit notamment le rhum El Dorado.

#### Guyane française
La production de sucre et de tafia (rhum primitif) en Guyane remonte au XVIIe siècle. Malgré les problèmes posés par le manque de main-d'oeuvre, la Guyane  compte 17 distilleries de rhum au début du XXe siècle, et ce nombre monte à une trentaine dans l'entre-deux-guerres,. Il n'en reste cependant qu'une en activité, à Saint-Laurent-du-Maroni : la distillerie Saint-Maurice. Entourée par une centaine d'hectares de champs de canne à sucre, cette distillerie produit du rhum agricole sous les marques Toucan, La Belle Cabresse, Coeur de Chauffe et La Cayennaise. Le rhum guyanais bénéficie depuis 2015 d'une Indication Géographique Protégée (IGP).

#### Venezuela
Les rhums vénézuéliens sont principalement des rhums légers avec une durée de fermentation courte (environ 15h). Les principaux rhums vénézuéliens sont Diplomático et Santa Teresa.
Depuis 2003, certaines maisons de rhum vénézuélien ont obtenu la dénomination d'origine contrôlée (Denominación de Origen Controlada, DOC) « Ron de Venezuela ». Cette DOC garantit non seulement l'origine vénézuélienne du produit, mais la mise en œuvre d'un savoir-faire ancestral. Les rhums vénézuéliens DOC sont des rhums produits avec de la canne d'origine vénézuélienne, vieillis un minimum de 2 ans en fûts de chêne blanc (qui peuvent avoir contenu un autre alcool, comme bourbon ou xérès). Si un âge est indiqué pour un rhum d’assemblage DOC, il correspond à l’âge du plus jeune des rhums utilisés dans cet assemblage. La DOC interdit aussi l’ouillage (remise à niveau du rhum dans les fûts) afin de favoriser le contact entre l’air et le rhum.

### Océan Indien

#### La Réunion
Avant d'être une île de rhum, la Réunion est une importante productrice de sucre. Toutefois, dès le début du XVIIe siècle, un rhum appelé "arak" est produit sur l'île. Etant donné le grand nombre de sucreries, la Réunion produit majoritairement du rhum industriel depuis le XIXe siècle : au XXIe siècle, le rhum agricole compte pour moins de 1 % de la production total de l'île. On trouve cinq distilleries en activité à la Réunion : Rivière du Mât, Savanna et Isautier sont les principales distilleries de l'île, auxquelles s'ajoutent les distilleries artisanales de La Part des Anges et Payet & Rivière. Si le rhum réunionnais est principalement exporté en vrac, les différentes distilleries de l'île sont également associées pour embouteiller un assemblage de leurs rhums sous la marque Rhum Charrette.
La Réunion est également le berceau du rhum arrangé, un rhum dans lequel des fruits et épices sont mis à macérer. La Distillerie Jean Chatel est notamment spécialisée dans la production de rhum arrangé et de punch.

#### Île Maurice
Occupée successivement par les Hollandais, les Français et les Anglais, l'île Maurice produit rapidement après sa colonisation de l'alcool de canne, appelé "arak" comme à la Réunion. Ensuite, jusqu'au début du XXIe siècle, l'île Maurice produit majoritairement des rhums légers de mélasse. Toutefois, au début des années 2000, des rhums plus aromatiques et des rhums de jus de canne commencent à être distillés sur l'île. L'île Maurice accueille six distilleries : Médine, la plus ancienne, Gray's, Saint-Aubin, Labourdonnais, Chamarel et Oxenham.

### Asie

#### Japon
Selon les sources, du rhum est produit au Japon depuis le XIXe siècle ou le XXe siècle. On trouve au moins 20 distilleries dans l'archipel nippon, principalement tournées vers le marché international car le rhum est peu consommé par les Japonais. Les rhums produits au Japon utilisent plusieurs types de matière première (vesou, mélasse, sirop de canne).

#### Philippines
Les Philippines sont l'un des principaux pays producteurs de rhum. Le marché local a longtemps porté la production du pays, notamment via Tanduay, la marque de rhum la plus vendue au monde en 2023. Toutefois, la marque Don Papa, lancée en 2011, est un rhum très populaire à l'international.

#### Thaïlande
Du rhum de mélasse est produit en Thaïlande depuis plusieurs décennies. Toutefois, ce rhum prévu pour la consommation courante est majoritairement consommé localement ou exporté en vrac à des embouteilleurs. Des rhums haut de gamme thaïlandais apparaissent depuis la fin des années 2010. La Thaïlande produit désormais plusieurs types de rhums : rhums léger de mélasse, rhums aromatiques, rhums de jus de canne.

### Océanie

#### Australie
Deuxième producteur mondial de sucre en vrac, l'Australie produit aussi du rhum de manière industrielle depuis les années 1860. Plus de 99 % du rhum produit dans le pays l'est à partir de mélasse. Le principal producteur australien est Bundaberg, propriété du groupe Diageo. Une particularité du marché australien est que la réglementation impose que le rhum doit être vieilli au moins deux ans avant d'être commercialisé : certains producteurs internationaux doivent donc adapter leurs étiquettes car les rhums blancs ne peuvent pas être appelés rhums en Australie.

#### Fidji
Sous l'impulsion des colonisateurs britanniques et du premier roi des Fidji Ratu Cakobau, le sucre devient la principale culture d'exportation des Fidji à la fin du XIXe siècle. La principale distillerie du pays, South Pacific Distilleries, ouvre en 1980 sur l'île de Viti Levu. Le rhum y est produit à partir de mélasse locale distillée en alambic et en colonne.

## Consommation
Si le rhum peut être consommé pur, il est majoritairement consommé en cocktail à travers le monde. D'autres boissons à base de rhum existent, comme le rhum arrangé. Enfin, le rhum peut être utilisé dans différentes recettes de cuisine, comme le rumtopf allemand ou le baba au rhum.

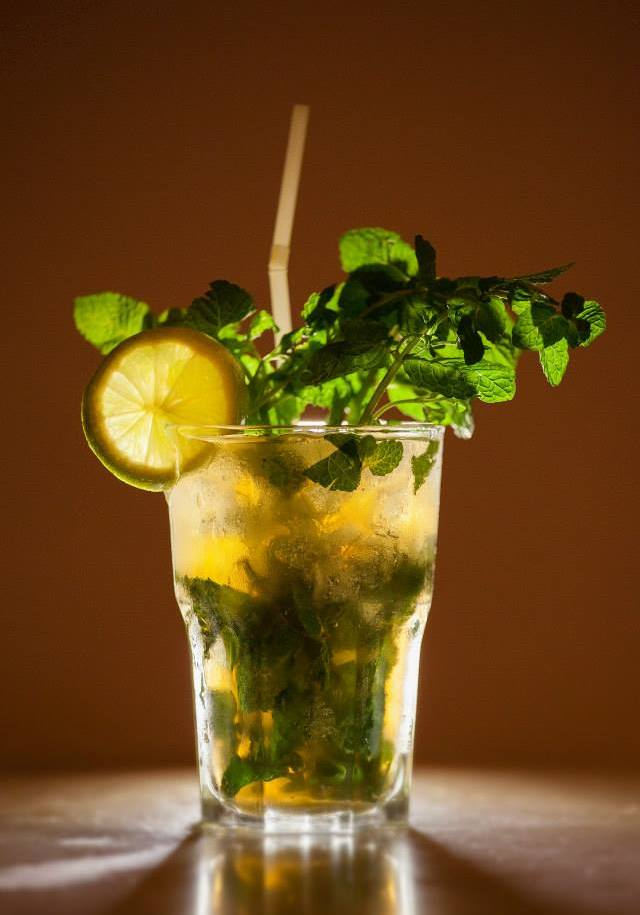
Mojito dans un verre

### Cocktails
Depuis le début du XXe siècle, le rhum blanc et le rhum ambré entrent dans la composition de nombreux cocktails, dont l'un des plus célèbres est le mojito, à base de rhum, menthe et citron vert. Les rhums utilisés par ces cocktails sont principalement des rhums légers de tradition espagnole, notamment les rhums des marques Bacardì  et Havana Club. Toutefois, les rhums agricoles sont utilisés dans la recette du ti-punch. Dans les années 1930, le courant des cocktails tiki, inspirés de la Polynésie, naît aux Etats-Unis et voit apparaître des cocktails comme le mai tai.

### Grog
Le « grog » (rhum allongé d'eau et de jus de citron) fut inventé par l’amiral anglais Edward Vernon en 1740, afin de diminuer les problèmes liés à l'alcool à bord des navires et lutter contre le scorbut,,. Le nom du mélange vient du surnom de l'amiral Vernon, "Old Grog", inspiré par son manteau taillé dans un tissu appelé grogram.

### Rhum arrangé
Le rhum arrangé est originaire de La Réunion, dont il est la boisson emblématique. Il est préparé par macération de plantes, de fruits (principalement des fruits exotiques) ou d'épices diverses dans le rhum. Historiquement préparé à partir de rhum blanc de mélasse, il peut également être produit à partir de rhum de jus de canne dans les Antilles françaises. Le rhum arrangé est une catégorie de rhum très populaire en France dans laquelle investissent de nombreuses marques de la Réunion, de Guadeloupe et de Martinique.

### Rhum épicé
Le rhum épicé est un rhum de mélasse dans lequel des épices sont mis à macérer. Le mélange obtenu est ensuite filtré afin de ne conserver que le liquide au moment de l'embouteillage. Cette catégorie de produits est particulièrement dynamique. Elle est notamment portée par la marque Captain Morgan, qui est en 2019 la troisième marque mondiale de rhum derrière Tanduay et Bacardí.

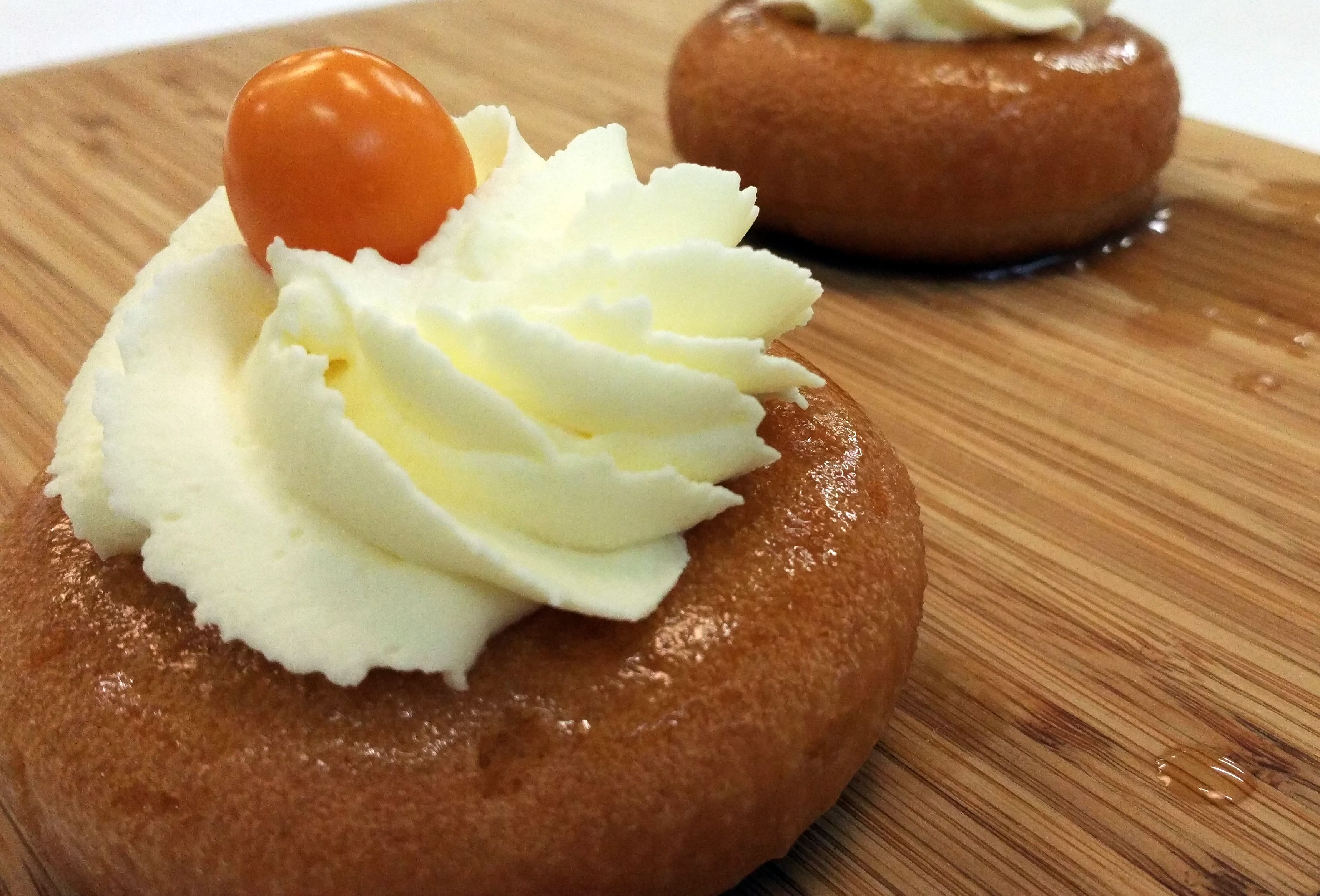
Babas au rhum

### Le rhum en cuisine
En France, le rhum est régulièrement utilisé en cuisine, notamment celui de la marque Negrita. Il sert principalement en pâtisserie, par exemple dans la recette des cannelés, du baba au rhum ou des bananes flambées. Il peut également être utilisé dans des sauces. Enfin, le rhum grand arôme (ayant un TNA de plus de 500 grammes par hectolitre d'alcool pur) est utilisé dans les préparations de l'industrie agroalimentaire, par exemple dans les plats préparés, les viennoiseries et les sauces.

## Fiscalité du rhum en France
En France, le rhum des DOM fait l'objet d'une taxation différente des autres alcools. Plus précisément, l’alcool en France est soumis à trois taxes différentes : la TVA qui est une taxe non spécifique à l'alcool, la Cotisation de Sécurité Sociale (CSS) qui alimente la caisse pour la prévention de l'alcoolisme et le droit d’accise. Ces deux dernières taxes portent sur le volume d’alcool pur commercialisé. Les rhums produits dans les DOM bénéficient d'un contingentement pour une partie de leur production exportée en métropole : le droit d'accise est alors réduit de moitié. En 2019, concernant le droit d'accise, le rhum des DOM est taxé à 879.72 €/hectolitre d'alcool pur (hlap) tandis que le rhum provenant de l'étranger est taxé à 1758.45 €/hectolitre d'alcool pur (hlap). Cette aide de l’État vise à compenser les contraintes qui pèsent sur les rhums des DOM : salaires et charges élevés et insularité qui oblige à importer les bouteilles, étiquettes et cartons utilisés pour l'emballage du rhum. Le seuil du contingent pouvant profiter de cette détaxe est limité, mais il est régulièrement réévalué par la Commission européenne.
Cas particulier : les îles de Saint- Martin et Saint-Barthélemy bénéficient d'une exonération douanière et fiscale entre autres pour les alcools. Historiquement Saint-Martin avait un statut de port franc.

## Autres spiritueux à base de canne à sucre

### Cachaça
La cachaça est produite au Brésil depuis la fin du XVIe siècle,. L'appellation cachaça, protégée par la loi brésilienne et reconnue à l'international, ne peut s'appliquer qu'à des spiritueux distillés au Brésil à partir de jus de canne frais. Le processus de fabrication de la cachaça comporte toutefois plusieurs différences avec celui du rhum :
- le vesou servant à la distillation du rhum est chauffé, alors que celui de la cachaça ne l'est pas[174];
- lors de la fabrication de la cachaça, des céréales peuvent également être ajoutées au liquide afin de lui donner des arômes grillés[174],[175];
- la distillation de la cachaça s'effectue en une seule passe et le degré d'alcool en sortie de distillation ne dépasse généralement pas les 50° ;
- alors que le rhum est majoritairement vieilli dans des fûts de chêne, les producteurs de cachaça utilisent des essences brésiliennes pour fabriquer leurs fûts[175].

Spiritueux le plus consommé au Brésil, où on peut la trouver sous plus de 4 000 marques, la cachaça rentre notamment dans la composition du cocktail caïpirinha.

### Clairin
Le clairin est un alcool de canne à sucre produit en Haïti qui se rapproche du rhum produit avant l'ère industrielle. En effet, son mode de production a peu évolué depuis le début du XIXe siècle. Les cannes à sucre cultivées sont des variétés non-hybridées qui sont récoltées à la main. La fermentation du jus de canne est effectuée à l'air libre sur une longue période (une semaine) en utilisant les levures sauvages présentes dans l'environnement. Enfin, la distillation s'effectue dans des alambics rudimentaires, et le produit final est embouteillé sans filtration au degré de sortie de l'alambic. Le clairin est majoritairement consommé localement en Haïti.

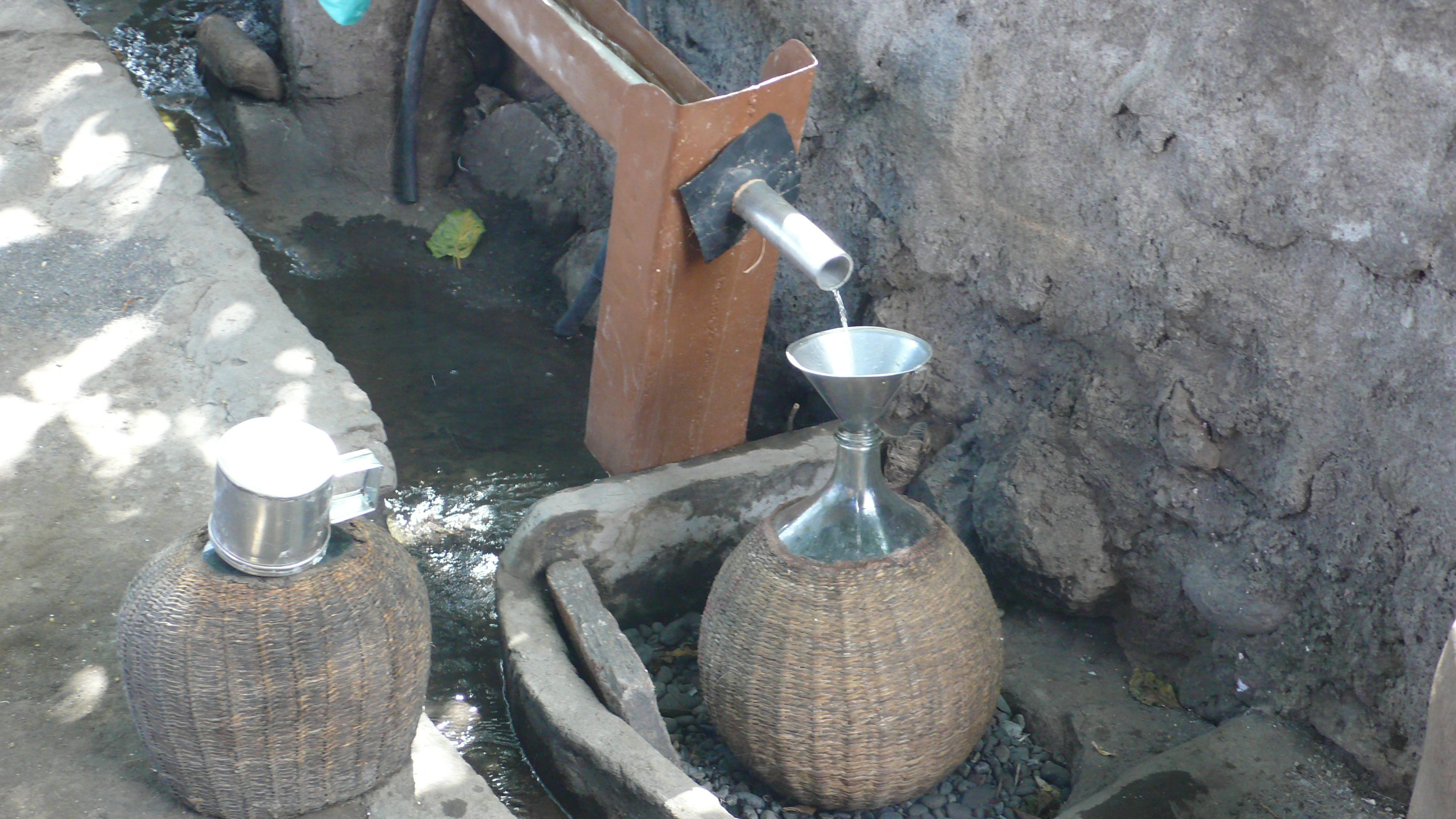
Distillation de grogue au Cap-Vert

### Grogue
Le grogue est un alcool de jus de canne originaire du Cap-Vert, principalement produit sur l'île de Santo Antão, île située au nord-ouest de l'archipel et relativement mieux arrosée que les autres îles sujettes aux vents secs du Sahara. La fermentation effectuée à l'air libre grâce à des levures indigènes et sauvages donnent à cet alcool un profil particulièrement aromatique. La distillation s'effectue en alambic charentais. La consommation de ce grogue est essentiellement insulaire, car les quantités produites sont insuffisantes pour une exportation à grande échelle et les processus de fabrication ne permettent pas toujours de garantir la qualité du produit.

## Composition chimique
La molécule fortement odorante qui donne au rhum son arôme caractéristique est l'acide 2-éthyl-3-méthylbutanoïque (C7H14O2).

#### Ouvrages récents
: document utilisé comme source pour la rédaction de cet article.
- Pierre-Barthélémy Alibert, La fabuleuse aventure du rhum, Orphie, 2012, 204 p. (ISBN 9782877637398)
- (en) Bryce T. Bauer, The New Rum: A Modern Guide to the Spirit of the Americas, Countryman Press, 2018, 336 p. (ISBN 9781682680001, lire en ligne)
- Dominique Foufelle, Rhumgraphie, Hachette Pratique, 2019, 128 p. (ISBN 9782017104612, lire en ligne)
- Luca Gargano, Rhum. Le guide de l'expert : histoire, élaboration, pays de production, dégustation, Flammarion, 2017, 97 p. (ISBN 978-2-01-945286-5 et 2-08-136810-2, lire en ligne)
- Alain Huetz de Lemps, Histoire du rhum, Paris, Desjonquères, coll. « Outre mer », 1997, 288 p. (ISBN 978-2-84321-001-3).
- Fabien Humbert, Rhum, Hachette, 2020, 285 p. (ISBN 978-2-08-136810-1).
- Fabien Humbert, Comprendre le rhum en 80 cuvées, Hachette Pratique, 2023, 180 p. (ISBN 9782019469955, lire en ligne).
- Christine Lambert et Laurent Cuvier, Guide Hachette des Rhums 2022, Hachette Pratique, 2021, 360 p. (ISBN 9782017156413, lire en ligne)
- Cyrille Mald, Rhum et autres spiritueux de canne à sucre, Hachette Vins, 2022.
- (en) Fred Minnick, Rum Curious - The Indispensable Tasting Guide to the World's Spirit, Voyageur Press, 2017, 240 p. (ISBN 9780760357767, lire en ligne).
- H. Parisis, D. Parisis et B. Genet (préf. Alain Buffon), Marie-Galante, terre d'histoire sucrière, S.l., Parisis, 2005, 220 p. (ISBN 2-9526427-0-2, lire en ligne).
- Pierre Singaravélou, « Le rhum », dans Pierre Singaravélou et Sylvain Venayre (dir.), L'épicerie du monde : La mondialisation par les produits alimentaires du XVIIIe siècle à nos jours, Paris, Le Seuil, coll. « Points Histoire » (no H632), 2025, 2e éd. (1re éd. 2022), 524 p. (ISBN 9791041423774), p. 49-54.
- (en) Frederick H. Smith, Caribbean rum : A social and economic history, Gainesville, University Press of Florida, 2005, 340 p. (ISBN 978-0-8130-2867-5).

#### Ouvrages anciens
- Le rhum : sa fabrication et sa chimie, J.-G.-A Guillaume, 1939
- Journée du rhum : 10 juillet 1931 : Exposition coloniale internationale de Vincennes, Gratien Candace, 1931
- La Martinique et la Guadeloupe. Considérations économiques sur l'avenir et la culture de la canne, la production du sucre et du rhum, et les cultures secondaires dans les Antilles Françaises, Émile Légier, 1905